# Capitel
Un capitel formează partea cea mai de sus al unei coloane (sau al unui pilastru). El mediază între coloană și ceea ce e susținut de coloană, lărgind aria suprafeței ei de susținere. Capitelul, care se proiectează pe fiecare parte în timp ce se ridică ca să susțină abaca, se alătură abacăi de obicei pătrată și fusului de obicei circular al coloanei. Capitelul poate să fi convex, ca la ordinul doric; concav, ca în clopotul cu susul în jos al ordinului corintic; sau spiralat, ca la ordinul ionic. Astea trei formează cele trei tipuri principale pe care se bazează toate capitalele din tradiția clasică. Ordinul compozit stabilit în secolul al XVI-lea pe un indiciu din Arcul lui Titus, adaugă volute ionice frunzelor de acantă corintice.
Din poziția extrem de vizibilă pe care o ocupă în toate clădirile monumentale cu coloane, capitelul e adesea selectat pentru ornamentare; și este adesea cel mai clar indicator al ordinului arhitectural. Tratarea detaliilor sale poate să fie o indicație a perioadei clădirii.

## Antichitatea preclasică

### Capiteluri egiptene
Cele două cele mai vechi capiteluri egiptene importante sunt cele bazate pe lotuși și pe plantele de papirus, iar ele, împreună cu capiturile palmiforme, au fost principalele tipuri folosite de egipteni, până când sub Dinastia Ptolemeică din secolele III-I î.Hr., diverse alte plante fluviale au fost folosite, iar capitalul convențional al lotusului a trecut prin diverse modificări.
Multe motive egiptene sunt simbolice, cum ar fi scarabeul sau gândacul sacru, discul solar sau vulturul. Alte motive obișnuite includ frunzele de palmier, planta de papirus sau mugurii și florile de lotus.
Unele dintre cele mai populare tipuri de capiteluri au fost cel hatoric, și cele în forme vegetale (lotus, papirus și compozit egiptean). Majoritatea tipurilor se bazează pe motive vegetale. Unele coloane aveau sau mai au capitelurile pictate în culori vii.

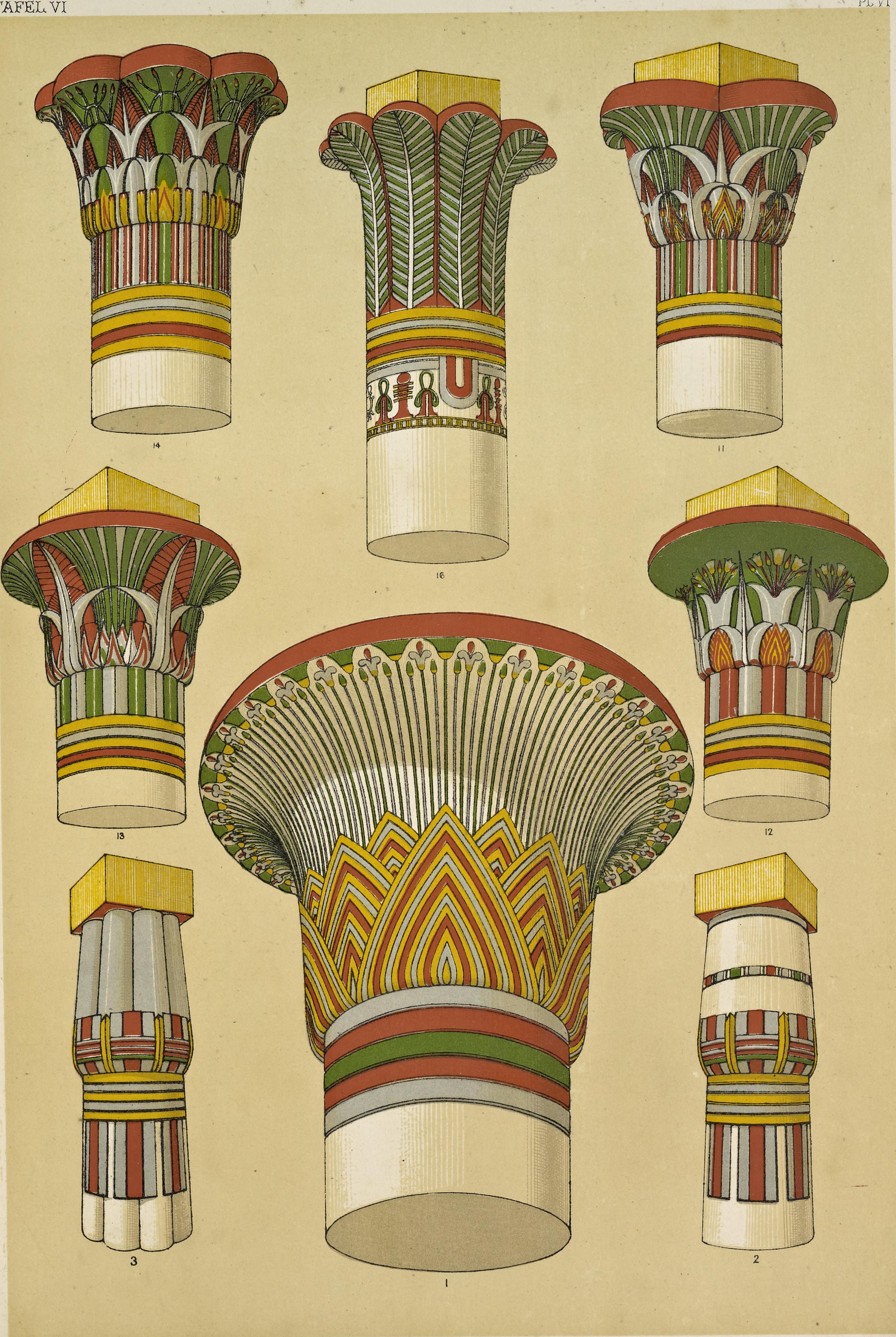
Ilustrațue a unor capiteluri papiriforme, în Gramatica Ornamentului, 1856
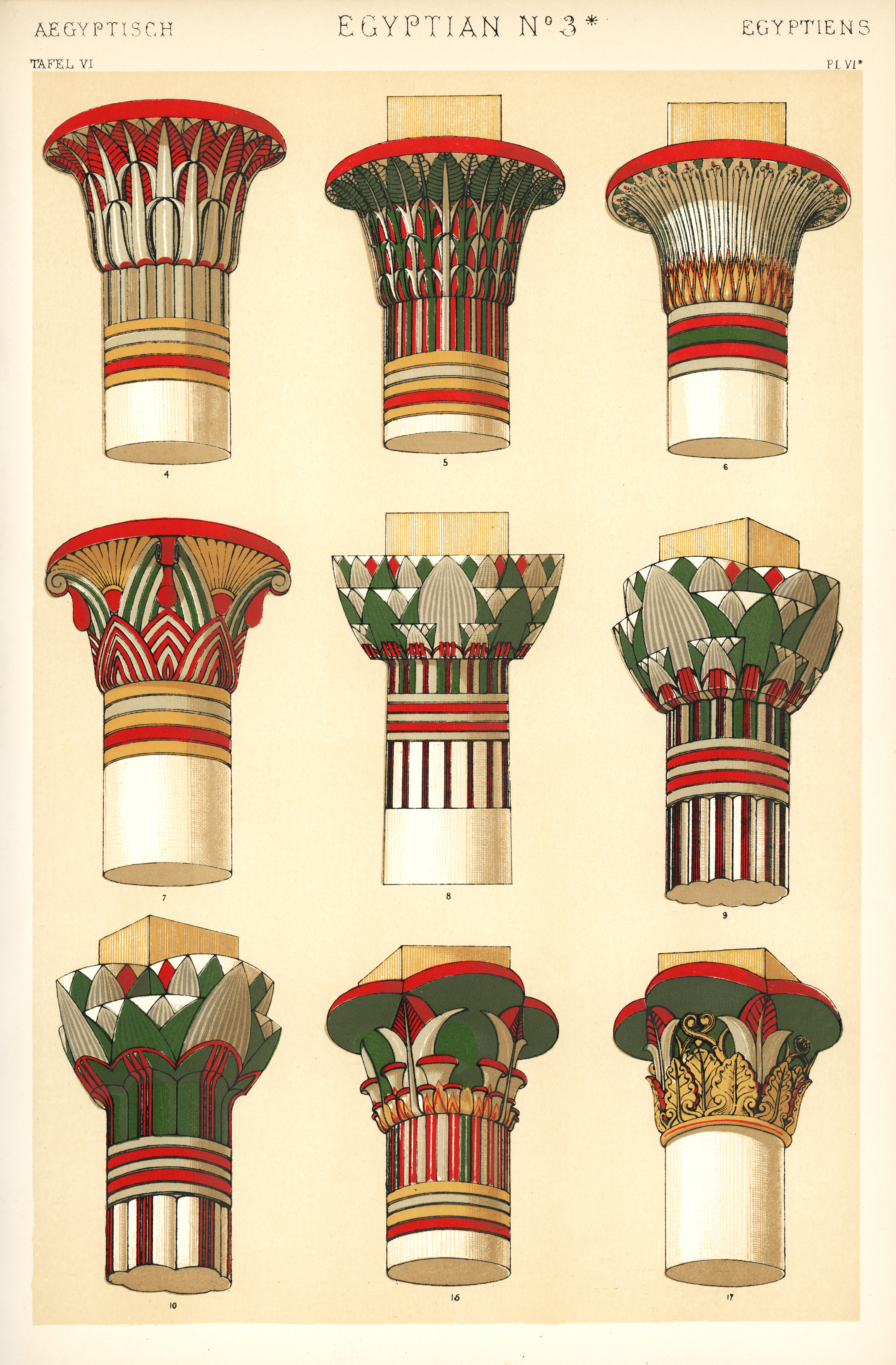
9 tipuri de capiteluri, din Gramatica Ornamentului
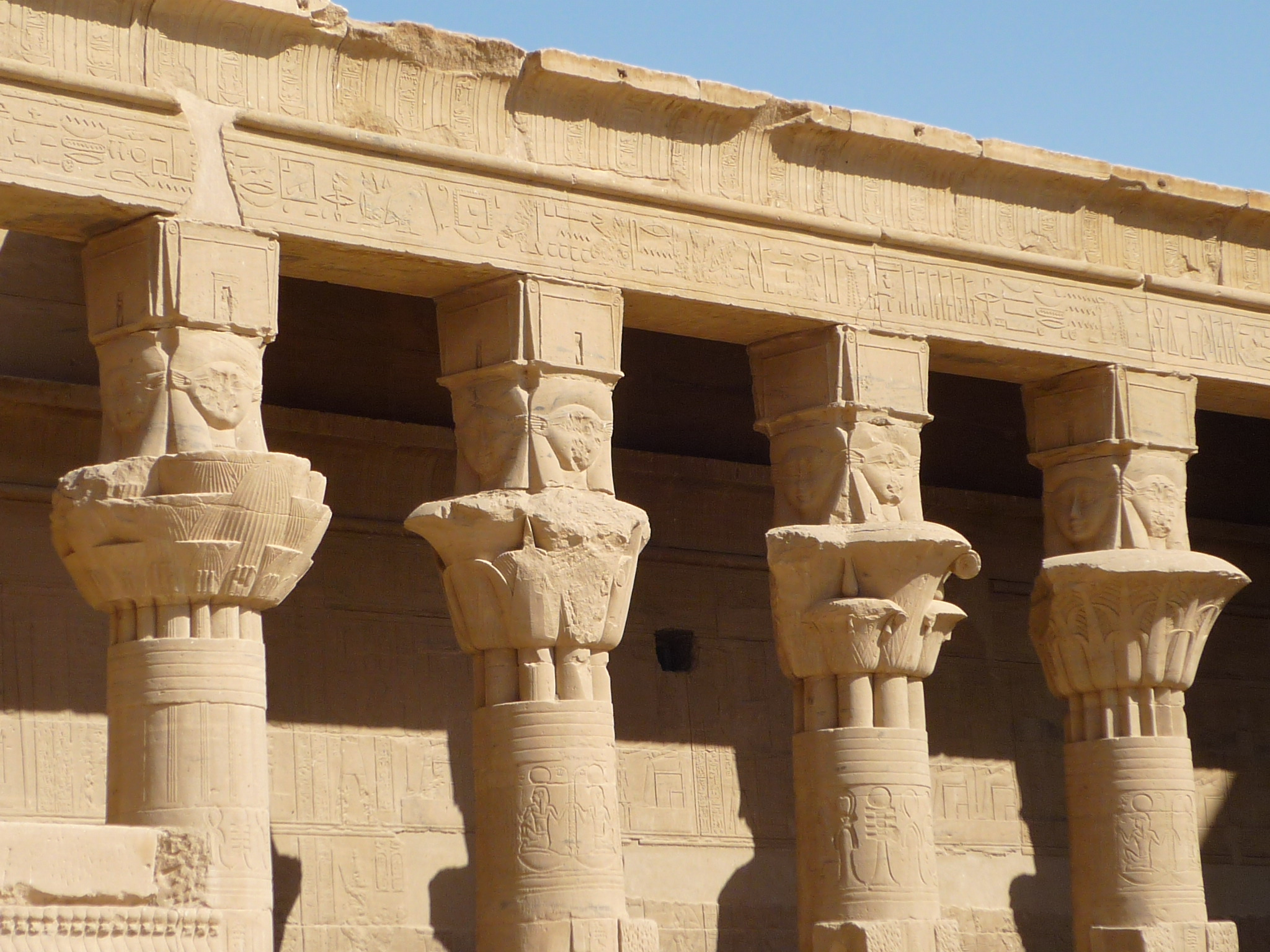
Coloane cu capiteluri hathorice, la Templul lui Isis din insula Philae
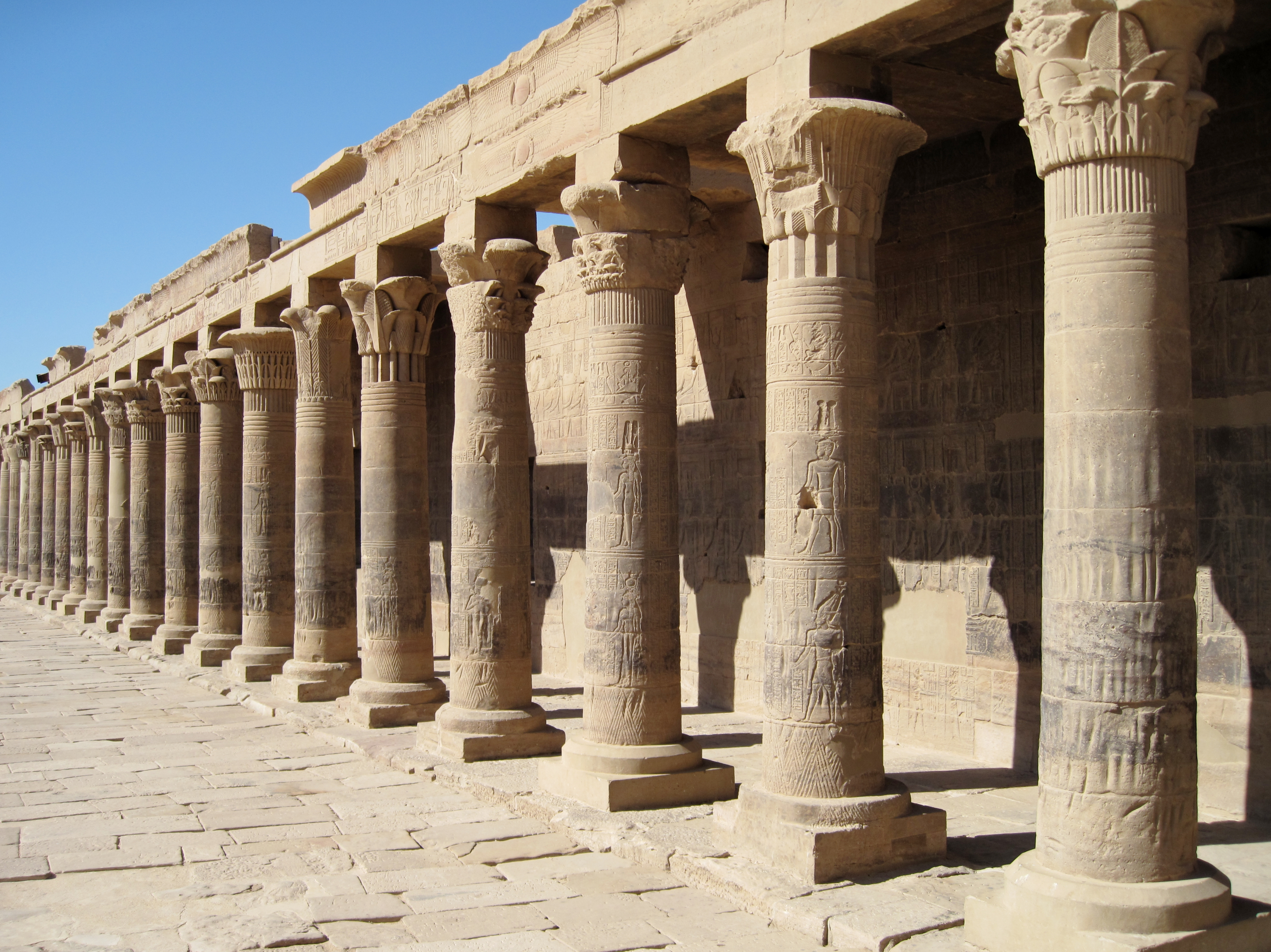
Coloane compozite egiptene din Philae
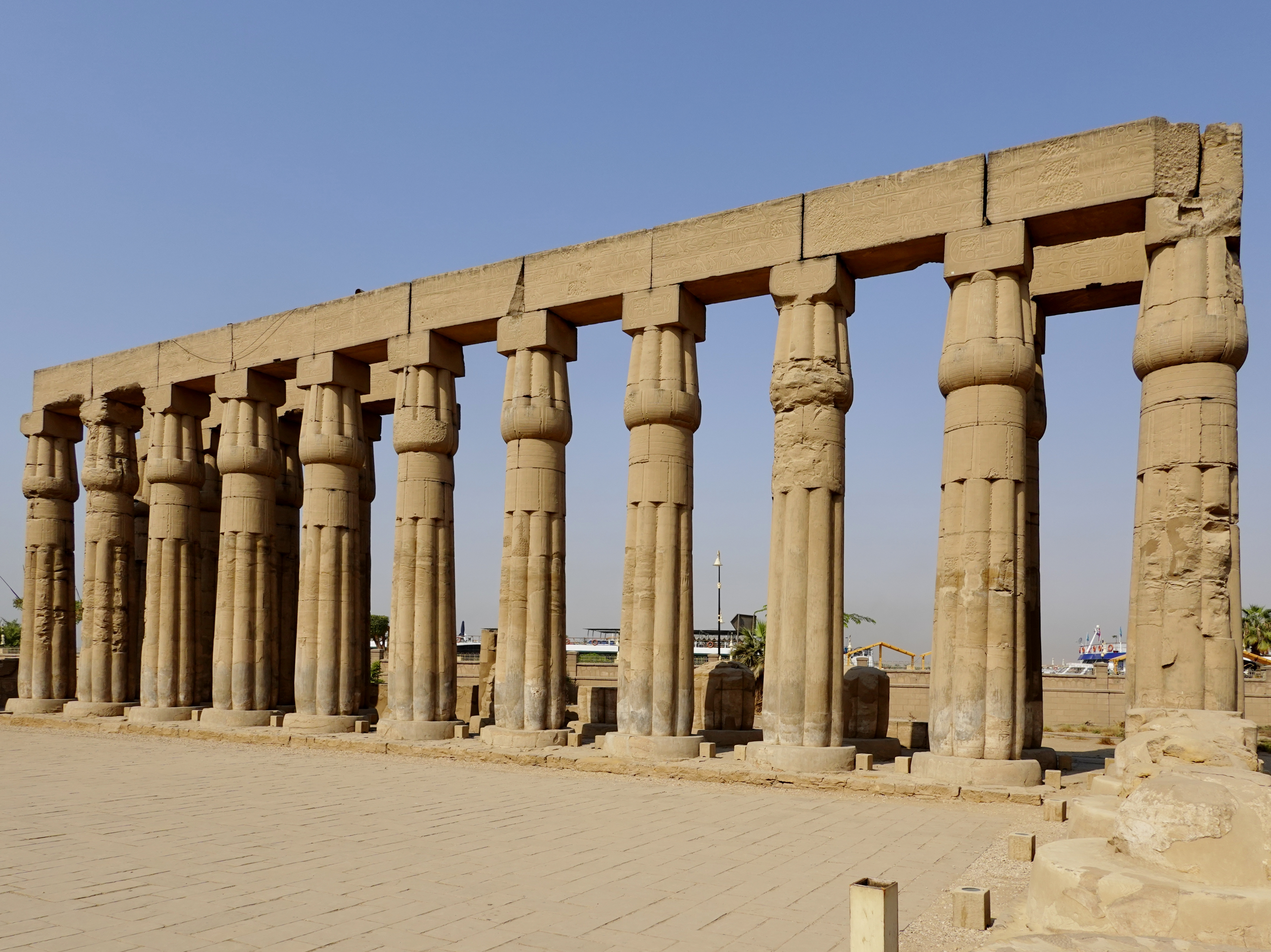
Coloane papiriforme în Templul din Luxor
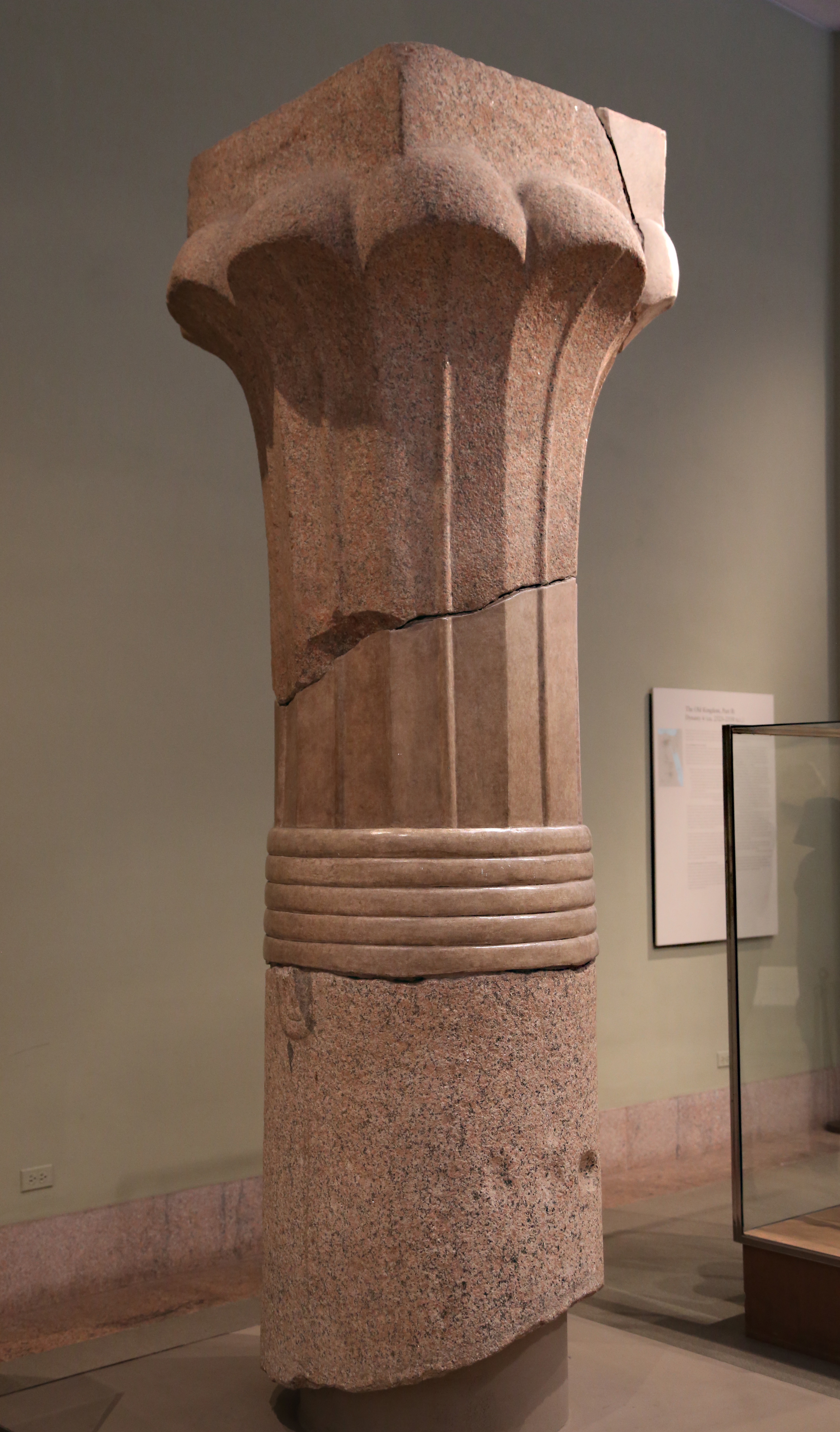
Fragmente ale unei coloane palmiforme; 2353-2323 î.Hr.; granit; diametru sub sforile gâtului: 80,85 cm; Muzeul Metropolitan de Artă (New York)
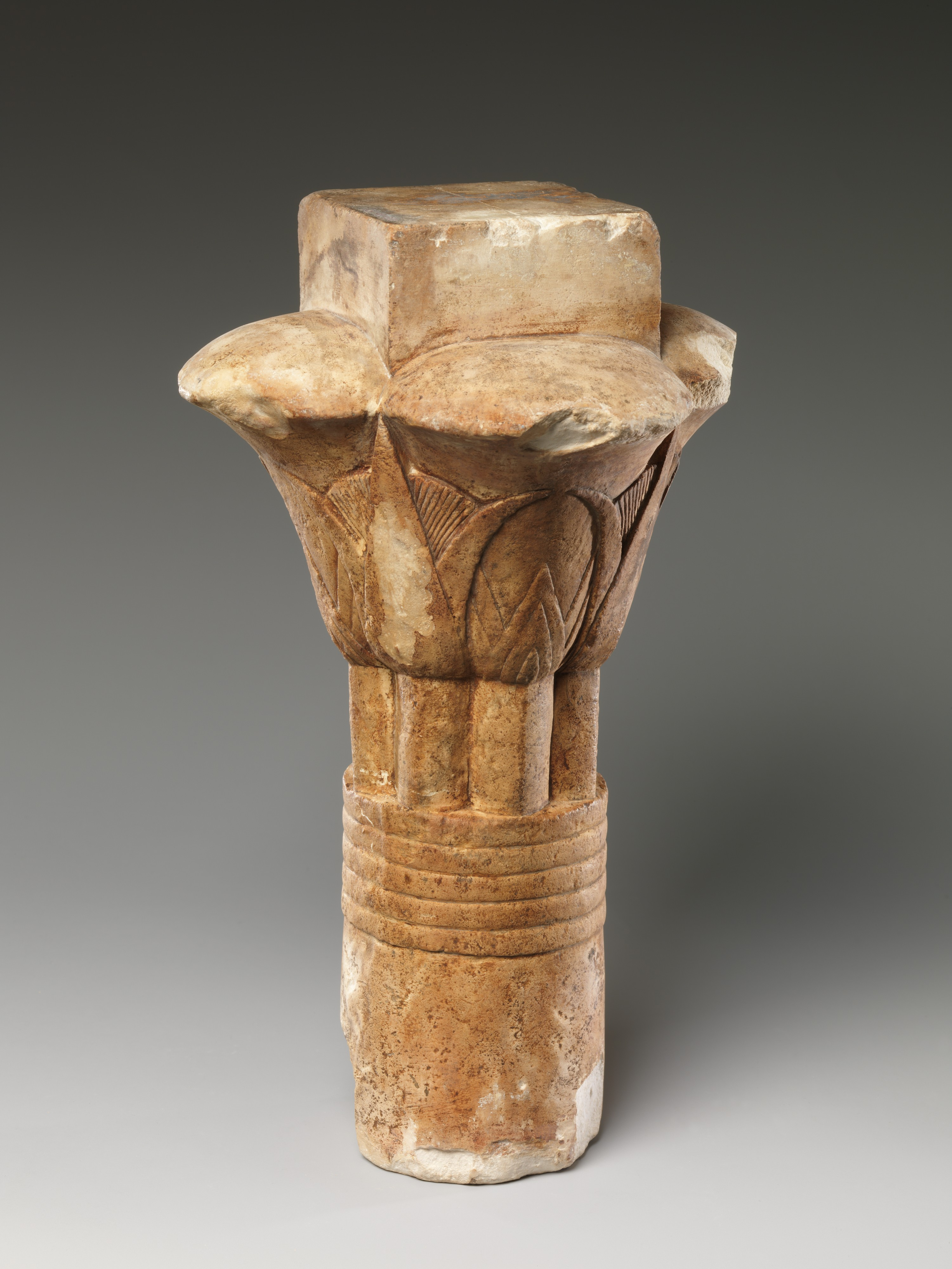
Model al unui capitel; 400-30 î.Hr.; calcar; înălțime: 23,9 cm; Muzeul Metropolitan de Art
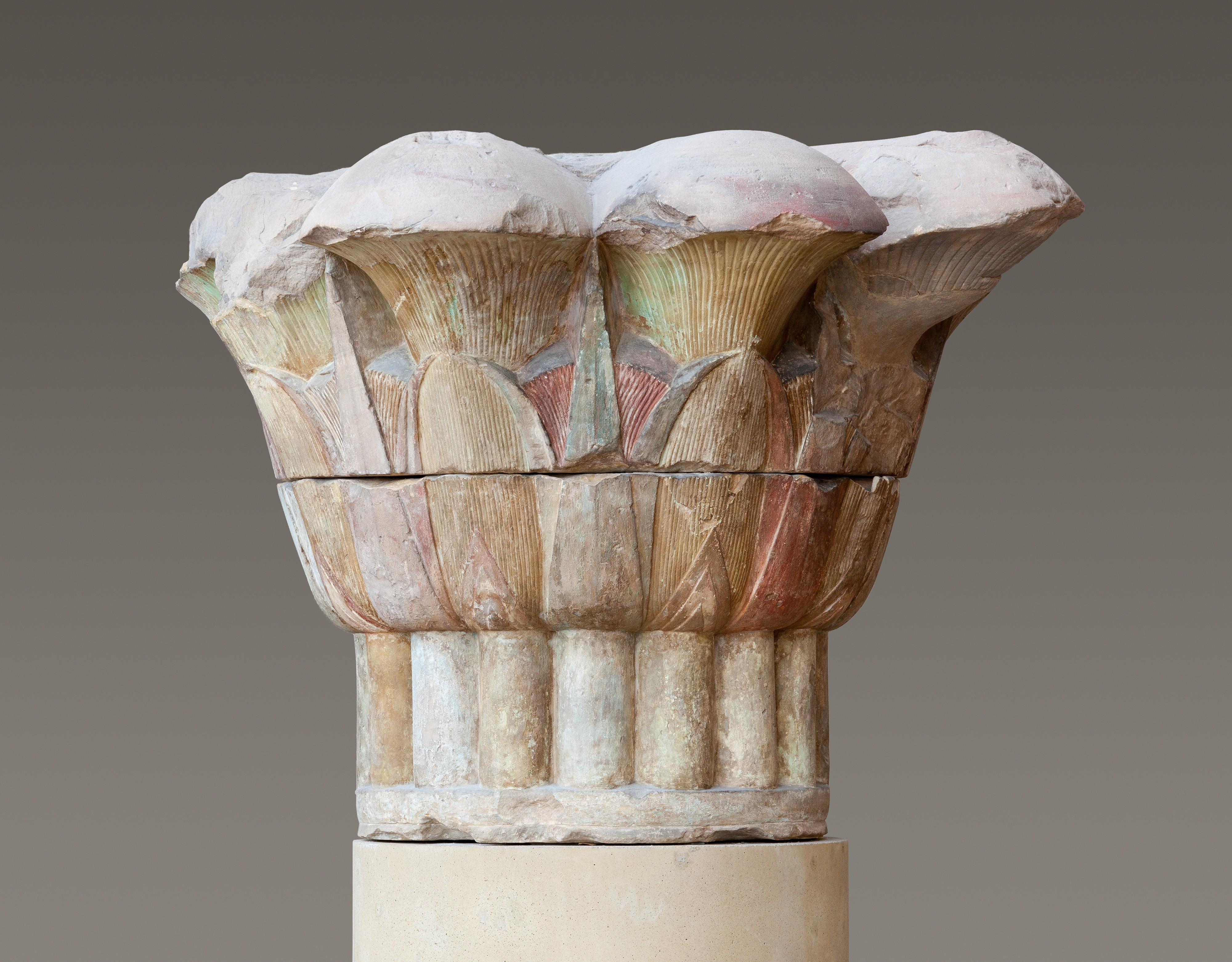
Capitel papiriform compozit; 380-343 î.Hr.; gresie pictată; înălțime: 126 cm; Muzeul Metropolitan de Artă

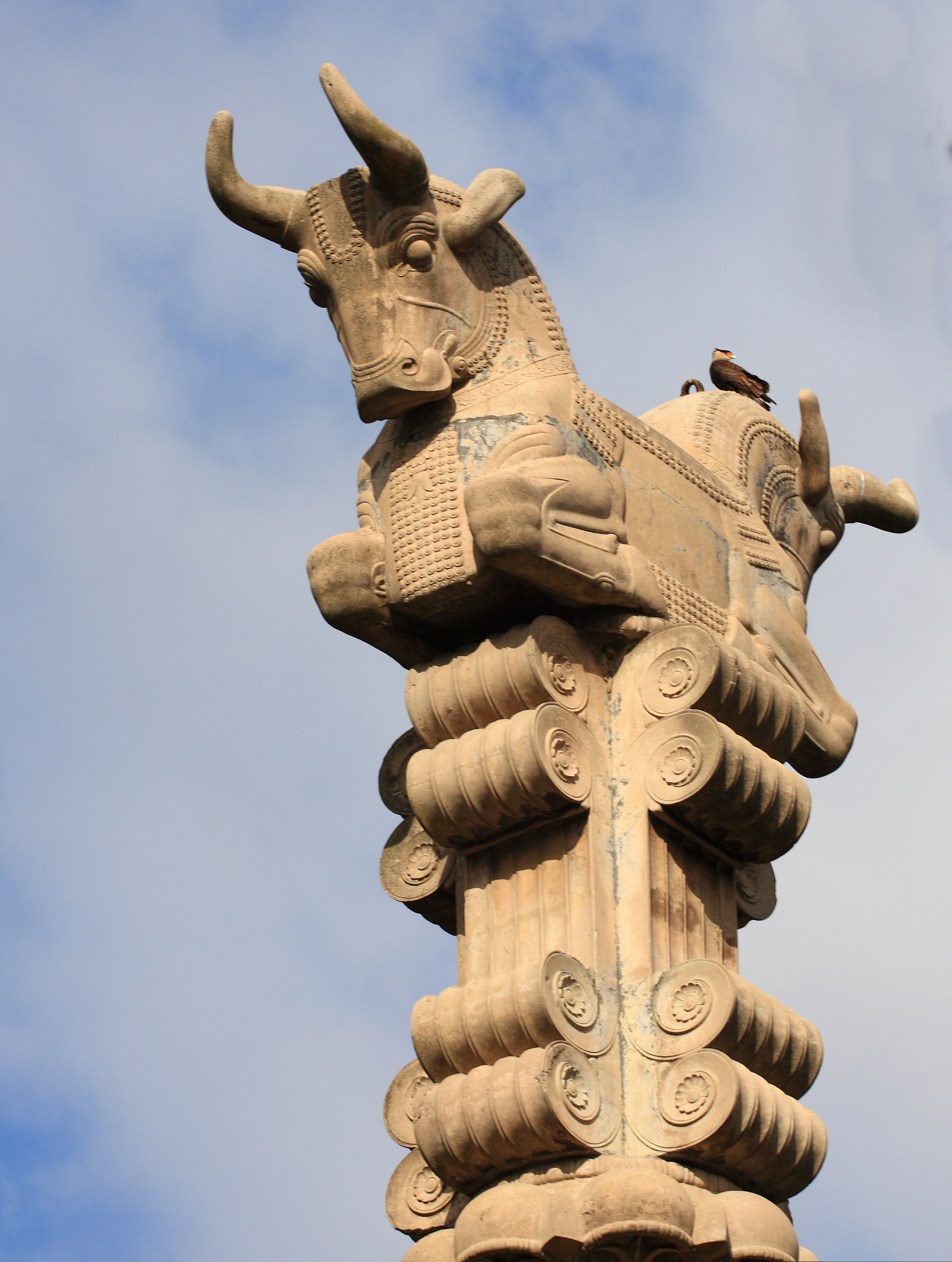
Capitelul unei coloane persane ahemenide din Persepolis

### Capiteluri asiriene
Un fel de capitel cu volute e reprezentat în basoreliefurile asiriene, dar nu s-a găsit vreodată un capitel asirian; bazele îmbogățite expuse în British Museum au fost inițial interpretate greșit ca fiind capiteluri.

### Capiteluri persane
La capitelul persan achemenid, aplicele sunt sculptate cu două animale spate-în-spate puternic decorate, proiectate în dreapta și stânga ca să susțină arhitrava; pe spate poartă alte apluce în unghi drept ca să susțină lemnele încrucișate. Taurul e cel mai comun, dar există și lei și grifoni. Capitelul se extinde mai jos decât în majoritatea celorlalte stiluri, cu ornamente extrase din numeroasele culturi cucerite de Imperiul Persan, inclusiv Egiptul, Babilonul și Lidia. Există volute duble în partea de sus și, inversate, în partea de jos a unei secțiuni lungi, canelate, care e pătrată, chiar dacă fusul coloanei e rotund și, de asemenea, canelat.

### Capiteluri egeene
Cel mai vechi capitel egeean e cel prezentat în frescele de la Cnossos, în Creta (1600 î.Hr.). Era de tip convex, mulat probabil în stuc. Capitelurile de cel de-al doilea tip, concave, sunt exemplele bogat sculptate ale coloanelor care flanchează Mormântul lui Agamemnon din Micene (circa 1100 î.Hr.): sunt sculptate cu șevroane, iar pe unele suprafețe sunt sculptați mugurii unor flori.

## Antichitatea clasică
Ordinele, sisteme structurale pentru organizarea părților componente, au jucat un rol crucial în căutarea perfecțiunea raportului și a proporției, ale grecilor. Grecii și romanii au deosebit trei ordine clasice de arhitectură: doric, ionic și corintic; fiecare are diferite tipuri de capiteluri deasupra coloanelor clădirilor lor monumentale hipostile și de alte tipuri. În tot Bazinul Mediteranean, Orientul Apropiat și lumea elenistică mai largă, inclusiv în Regatul Greco-Bactrian și în cel indo-grec, numeroase variații ale designurilor ăstora și ale altor designuri de capiteluri au coexistat cu ordinele clasice obișnuite. Singurul tratat arhitectural din antichitatea clasică care a supraviețuit e De architectura al arhitectului roman Vitruvius din secolul I î.Hr., care a discutat despre diferitele proporții ale fiecăruia dintre ordine și a făcut recomandări în legătură cu modul în care ar trebui construit capitelul coloanei fiecărui ordin și cu ce proporții. În lumea romană și în cadrul Imperiului Roman, s-a folosit ordinul toscan, originar din Italia și cu un capitel asemănător cu capitelurile dorice grecești, în timp ce perioada imperială romană a văzut apariția ordinului compozit, cu un capitel hibrid dezvoltat din cel ionic și cel corintic.

### Capiteluri grecești

#### Capitelul doric

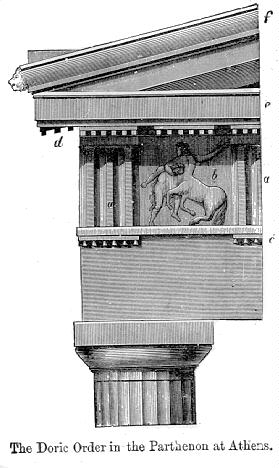
Ilustrație a unui capitel doric al Partenonului, într-o carte numită A Handbook of Architectural Styles (Un Manual de Stiluri Arhitecturale), scrisă în 1898

Capitelul doric e cel mai simplu dintre cele cinci ordine clasice: constă din abaca deasupra unei muluri echinus, cu un guler astragal așezat dedesubt. A fost dezvoltat în zonele ocupate de dorieni, una dintre cele două divizii principale ale rasei grecești. A devenit stilul preferat al Greciei continentale și al coloniilor occidentale (sudul Italiei și Sicilia). În Templul lui Apollo din Siracuza (circa 700 î.Hr.), mulura echinus a devenit o formă mai definită: cel din Partenon își atinge punctul culminant, unde convexitatea e în partea de sus și de jos cu o delicată curbă de unire. Partea înclinată a echinusului devine mai plată în exemplele ulterioare. În versiunile în care friza și alte elemente sunt mai simple, aceeași formă de capitel e descrisă ca fiind în ordinul toscan. Doricul și-a atins apogeul la mijlocul secolului al V-lea î.Hr. și a fost unul dintre ordinele acceptate de romani. Caracteristicile sale sunt masculinitatea, forța și soliditatea.
Capitelul doric constă într-o mulură convexă asemănătoare unei perne cunoscută sub numele de echinus și o placă pătrată denumită abacă.

#### Capitelul ionic

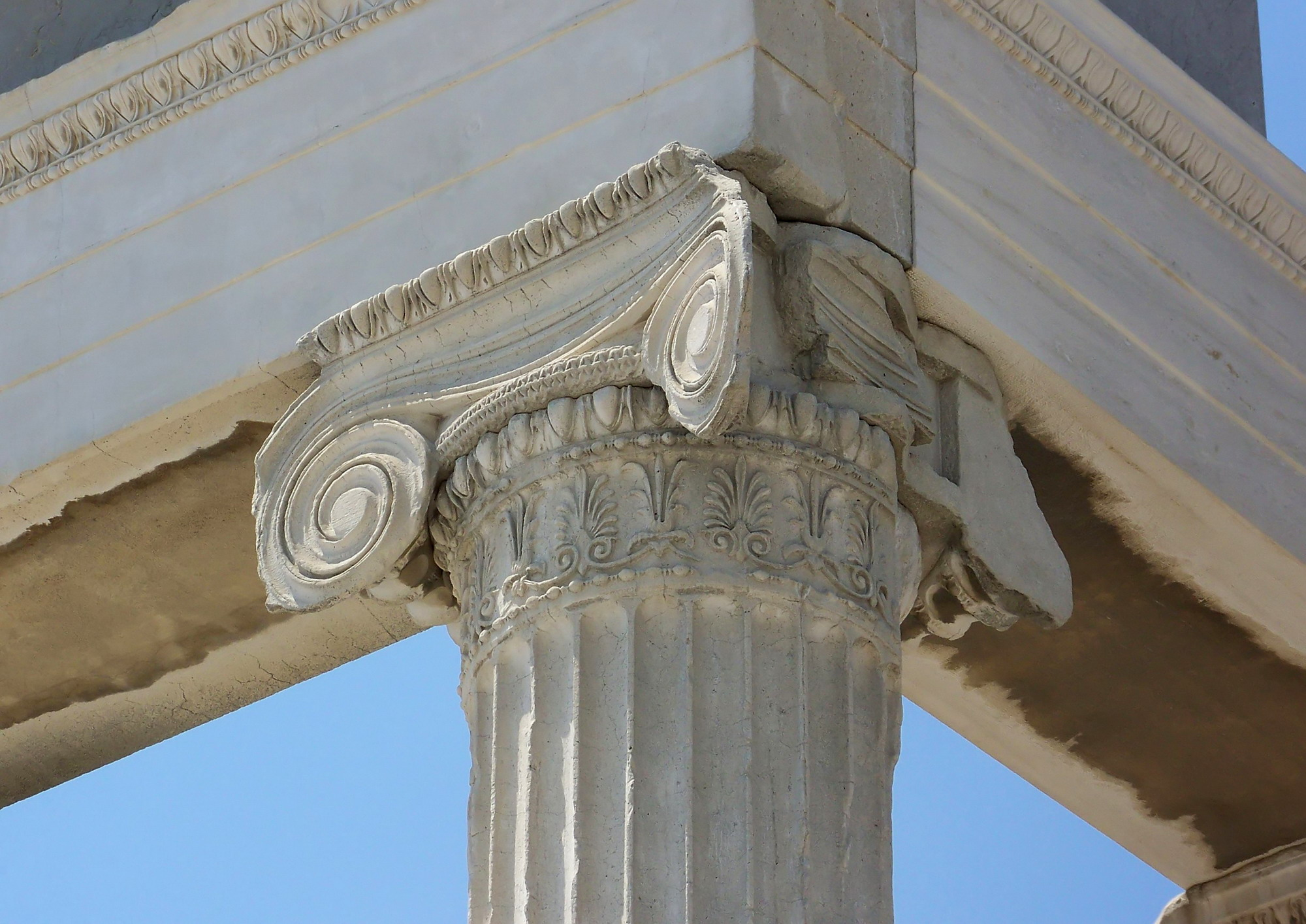
Capitel ionic al Erehteionului, cu volute rotite la colțuri

La capitelul ionic, volute spiralate sunt inserate între abacă și echină. Ordinul ăsta pare să fi fost dezvoltat simultan cu cel doric, chiar dacă nu a intrat în uz comun și a luat forma finală până la mijlocul secolului al V-lea î.Hr.. Stilul a predominat în zonele ionice, centrate pe coasta Asiei Mici și în Insulele Egeene. Forma ordinului a fost mult mai puțin stabilită decât cea dorică, variațiile locale persistând timp de multe decenii. La capitelurile ionice ale Templului arhaic al lui Artemis din Efes (560 î.Hr.), lățimea abacăi e de două ori mai mare decât cea a adâncimii sale, prin urmare, cel mai vechi capitel ionic cunoscut a fost practic un capitel de tip coș. Un secol mai târziu, la templul de pe Ilisos, abaca a devenit pătrată. Conform arhitectului roman Vitruvius, principalele caracteristici ale ordinului ionic erau frumusețea, feminitatea și subțirimea, derivate din baza sa pe proporția unei femei.
Volutele unui capitel ionic se sprijină pe un echinus, aproape invariabil sculptat cu ove. Deasupra volutelor spiralate e o abacă, mai puțin adâncă decât cea din exemplele dorice, și din nou ornamentată cu ove.

#### Capitelul corintic
S-a sugerat că frunzișul capitelurilor corintice grecești se bazează pe Acanthus spinosus, iar cel al celor romane pe Acanthus mollis. Frunzele sunt, în general, sculptate în două „rânduri” sau benzi, ca o cană cu frunze așezată în alta. Capitelurile corintice ale tolosului din Epidaur (400 î.Hr.) ilustrează tranziția dintre capitelul grec anterior, ca la Bassae, și versiunea romană pe care arhitecții renascentisti și moderni au moștenit-o și rafinat-o (vezi discuția mai completă la ordinul corintic).
În practica arhitecturală romană, capitelurile sunt tratate pe scurt în contextul lor adecvat, printre detaliile proprii fiecăruia din „ordine”, în singurul manual de arhitectură complet care a supraviețuit din vremurile clasice, De architectura, de Marcus Vitruvius Pollio, mai cunoscut ca Vitruvius, dedicat împăratului Octavianus Augustus. Diferitele ordine sunt discutate în cărțile III și IV ale lui Vitruvius. El descrie practica romană într-un mod practiac, dând câteva povești despre inventarea fiecăruia dintre ordine, dar nu oferă un set greu și rapid de reglementare canonică pentru executarea capitelurilor.
Două alte ordine arhitecturale, în special romane, își au propriile capiteluri caracteristice: cele toscane solide și primitive, folosite în mod obișnuit în construcții militare, asemănătoare cu cele dorice grecești, dar cu mai puține muluri mici în profil, și cele compozite inventate, nici măcar menționate de Vitruvius, care combină volute ionice și capitelurile corintice cu acante, într-un ordin care era astfel destul de asemănător în proporție cu corinticul, în sine un ordin pe care romanii îl folosesc mult mai des decât grecii.
Adoptarea din ce în ce mai mare a capitelurilor compozite a semnalat o tendință către capitelurile mai libere, mai inventive (și adesea sculptate mai grosier) în Antichitatea târzie.

#### Capiteluri de antă
Capitelul de antă nu e un capitel care e așezat deasupra unei coloane, ci mai degrabă deasupra unei ante, un stâlp structural integrat la capătul frontal al unui perete, cum ar fi partea din față a peretelui lateral al unui templu.
Partea de sus a unei ante e de obicei foarte decorată, adesea cu benzi cu motive florale. Designurile corespund adesea unui ordin de coloane, dar de obicei cu un set diferit de principii de design. Ca să nu iasă excesiv de pe suprafața peretelui, structurile astea tind să aibă o suprafață destul de plană, formând capiteluri în formă de cărămidă, numite „capiteluri de antă”. Capitelurile de antă sunt cunoscute din timpul ordinului doric.
Un capitel de antă poate să fie uneori calificat drept capitel „canapea” sau „capitel de antă canapea” atunci când laturile capitelului se extind în sus, într-o formă care amintește de o canapea.

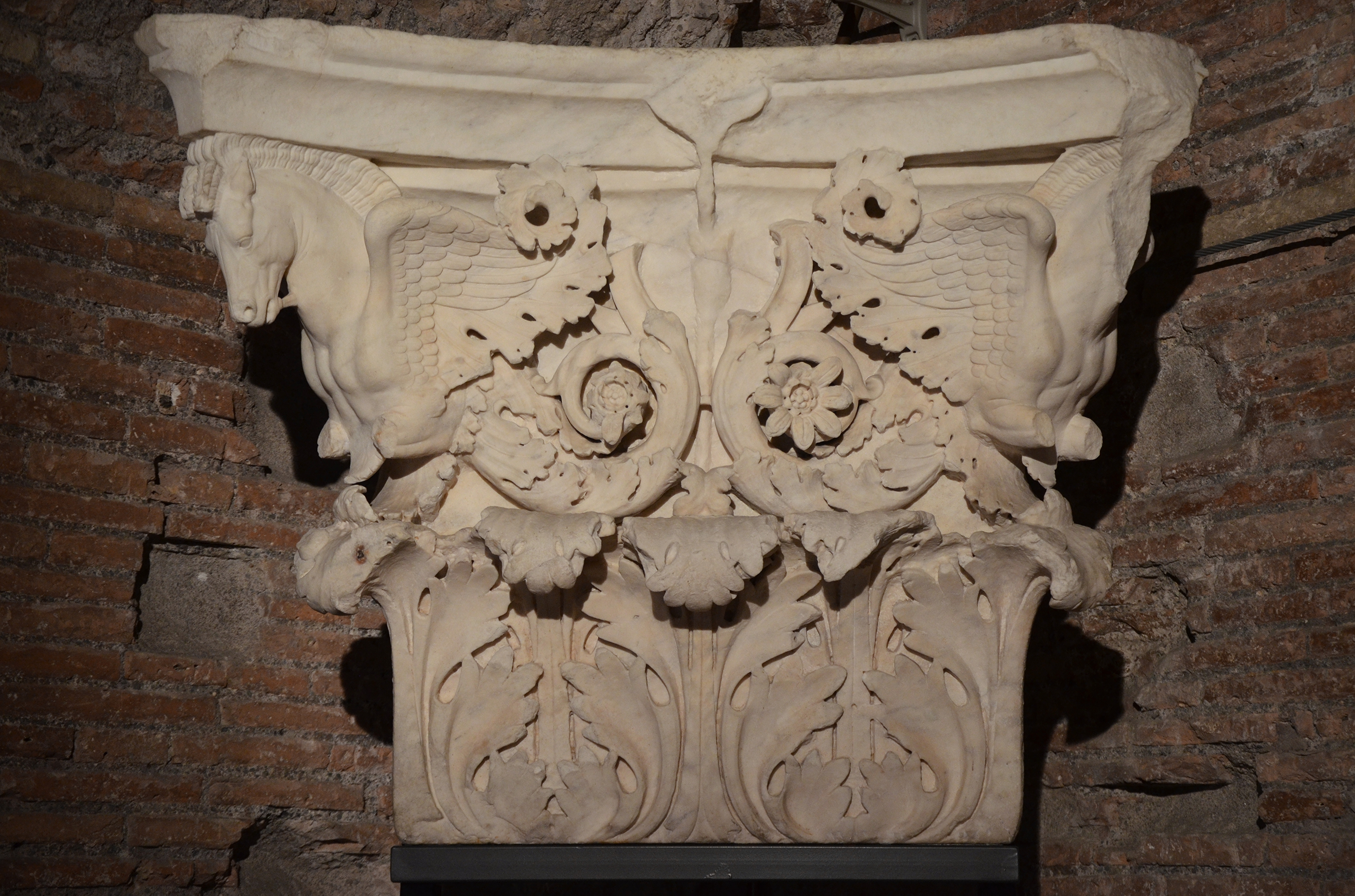
Capitelul corintic al unui pilastru cu abaca susținută de protome de pegași, din interiorul Templului lui Marte Răzbunătorul din Forumul lui Augustus, acum în Museo dei Fori Imperiali din Roma

Capitelurile de ante sunt uneori greu de distins de cele de pilaștru, care sunt mai degrabă decorative și nu au același rol structural ca cele de ante.

### Capiteluri romane

#### Capitelul toscan
Originile ordinului toscan sunt la etrusci și se găsesc la mormintele lor. Chiar dacă romanii l-au perceput ca fiind în special italian, capitelul toscan găsită pe monumentele romane r de fapt mai aproape de ordinul doric grec decât de exemplele etrusce, capitelul său fiind aproape identic cu cel doric.

#### Capitelul compozit
Romanii au inventat ordinul compozit prin unirea celui corintic cu capitelul ionic, posibil încă din timpul domniei lui Augustus. În multe versiuni, volutele de ordinul compozit sunt totuși mai mari și există, în general, unele ornamente plasate central între volute. În ciuda originii, foarte multe capiteluri compozite tratează de fapt cele două volute ca elemente diferite, fiecare izvorât dintr-o parte a bazei lor cu frunze. În sensul ăsta, și având un ornament separat între ele, ele seamănă cu ordinul eolic greac arhaic, chiar dacă cele două par să nu fi avut calea dezvoltării lor în Roma Imperială timpurie. De asemenea, în cazul în care voluta ionică greacă e de obicei afișată din lateral ca o singură unitate de lățime neschimbată între fața și spatele coloanei, volutele compozite sunt tratate în mod normal ca patru unități mai subțiri diferite, una la fiecare colț al capitelului, la aproximativ 45° pe fațadă.

### Capiteluri indiene

#### Capitelul cu Lei al lui Așoka

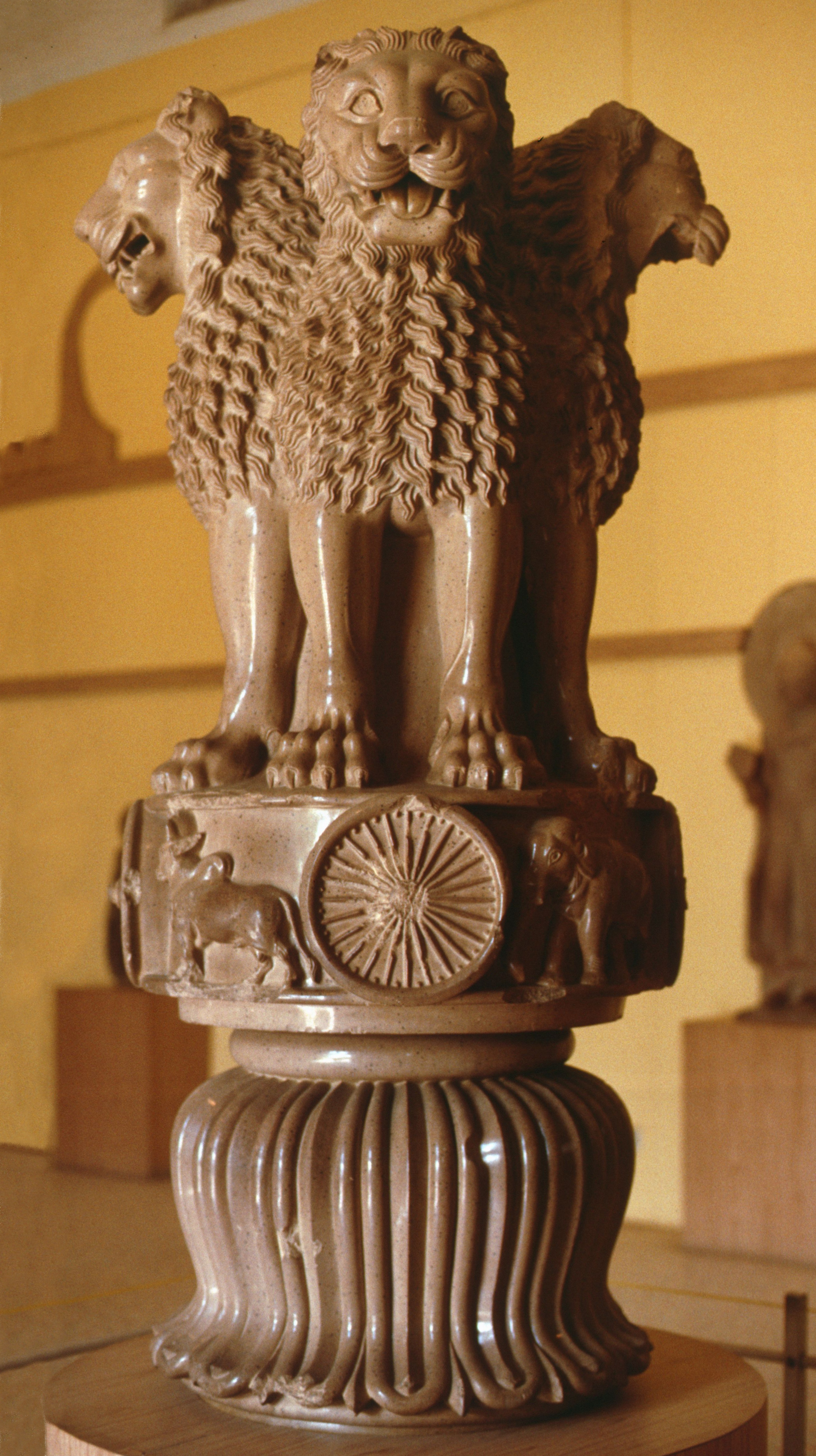
Capitelul cu Lei al lui Așoka; circa secolul III î.Hr.; gresie lustruită; înălțime: 2,2 m; Muzeul Sarnath (Sarnath, în apropiere de Varanasi, Uttar Pradesh, India)

Capitelul cu Lei al lui Așoka e un capitel iconic care constă din patru lei asiatici care stau spate în spate, pe o bază elaborată care include alte animale. O reprezentare grafică a sa a fost adoptată ca emblemă oficială a Indiei în 1950. Capitelul ăsta cu lei din Sarnath stătea în vârful unui stâlp care purta edictele împăratului Așoka.  La fel ca majoritatea capitelurilor lui Așoka, e lustruit în mod strălucitor. Situat la locul primei predici a lui Buddha și a formării ordinii budiste, el puartă simboluri imperiale și budiste, reflectând autoritatea universală atât a cuvintelor împăratului, cât și ale lui Buddha. Capitelul servește astăzi ca emblemă a Republicii India. Eliminând baza în formă de floare de lotus de forma unui clopot, capitelul a fost adoptată ca Emblema Națională a Indiei, văzută dintr-un alt unghi, arătând calul din stânga și taurul din dreapta chakrei lui Așoka în baza circulară pe care se află cei patru lei indinei care stau spate-n spate. Pe partea prezentată aici sunt taurul și elefantul; un leu ocupă celălalt loc. Roata care e „chakra lui Așoka” de la baza sa a fost plasată în centrul steagului național al Indiei.

#### Capiteluri indo-ionice
Capitelul din Pataliputra e un capitel monumental dreptunghiular, cu modele de volute, care a fost descoperită în ruinele palatului din vechea capitală a Imperiului Mauryan, care e Pataliputra (Patna modernă, în nord-estul Indiei). E datat în secolul al III-lea î.Hr.. Partea superioară e formată dintr-o bandă de rozete, în total 11 pe fronturi și 4 pe laturi. Sub ele e o bandă cu un șirag de mărgele, apoi sub una de valuri, în general de la dreapta la stânga, cu excepția părții din spate unde sunt de la stânga la dreapta. Mai jos e o bandă de ove, cu 11 „limbi” sau „ouă” în față și doar șapte în spate. Mai jos apare motivul principal, o palmetă înflacărată, care crește printre pietricele.
Capitelul din Sarnath e un capitel al stâlpului, uneori descris și ca „suport de piatră”, descoperită în săpăturile arheologice din vechiul sit budist din Sarnath. Stâlpul prezintă volute și palmete ionice. A fost divers datat din secolul al III-lea î.Hr. în perioada Imperiului Mauryan, până în secolul I î.Hr., în perioada Imperiului Șunga.

#### Capiteluri indo-corintice

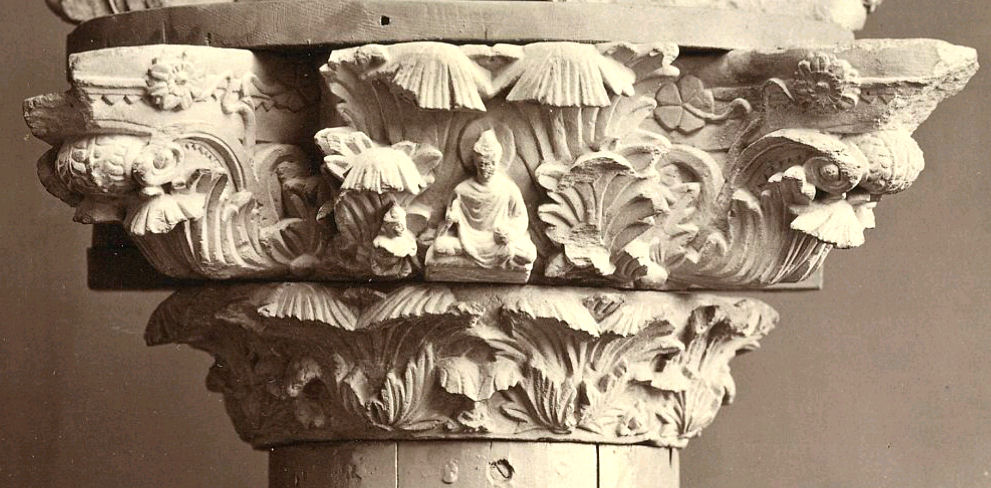
Figurină a lui Buddha, în centrul unui capitel corintic, făcut în timpul statului antic Gandhara, între primul și al III-lea secol d.Hr., găsit la Jamal Garhi

Unele capiteluri cu o puternică influență greacă și persană au fost găsite în nord-estul Indiei în palatul Imperiului Maurya din Pataliputra, datând din secolele IV-III î.Hr.. Exemple precum Capitelul din Pataliputra aparțin mai degrabă ordinului ionic decât celui corintic ulterior. Ele sunt martori ai relațiilor dintre India și Occident din acea perioadă timpurie.
Capitelurile indocorintice corespund unor capiteluri mult mai abundente în orinul corintic care încoronează coloane sau pilaștri, care se găsesc în Subcontinentul nord-vestic indian, în special în Gandhara, și combină de obicei elemente elenistice și indiene. Capitelurile astea sunt de obicei datate în primul secol î.Hr. și constituie elemente importante ale artei grecobudiste.
Designul clasic a fost adesea adaptat, luând de obicei o formă mai alungită și uneori fiind combinat cu spirale, în general în contextul stupelor și al templelor budiste. Capitelurile indocorintice au încorporat, de asemenea, figurine ale lui Buddha sau de Bodhisattvi, de obicei ca figuri centrale înconjurate de, și adesea sub umbra, frunzișului luxos al designurilor corintice.

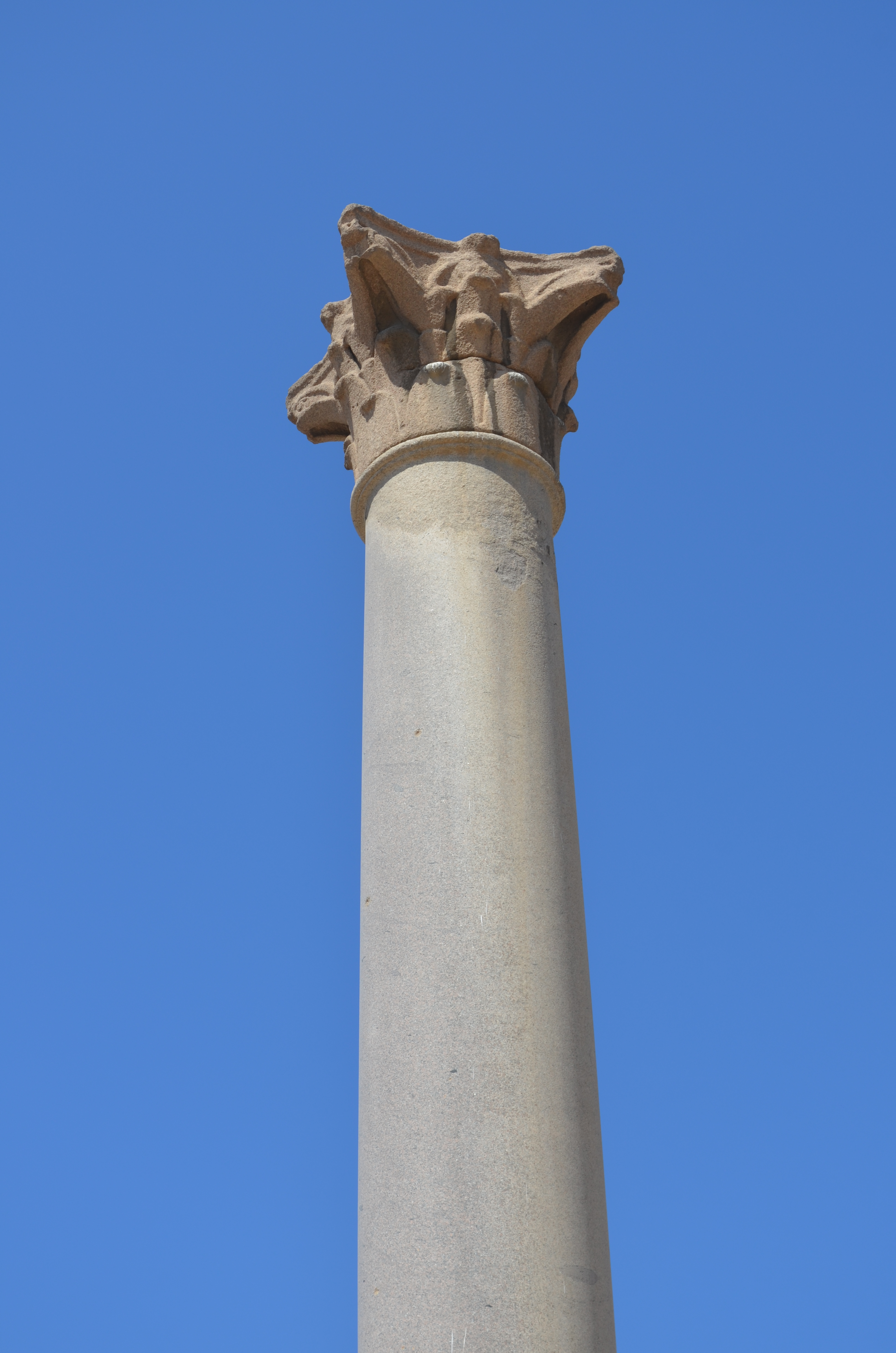
Capitelul corintic al Pilonului lui Pompei, cea mai înaltă coloană monolitică a lumii romane, ridicată în onoarea augustus-ului Dioclețian (domnie 284-305)

## Antichitatea târzie și Evul Mediu Timpuriu

### Capiteluri bizantine
Capitelurile bizantine sunt foarte variate, în mare parte dezvoltându-se din corinticul clasic, dar având tendința de a avea un nivel de suprafață uniformă, cu ornamentația sculptată cu burghie. Blocul de piatră era lăsat în stare brută pe măsură ce venea din carieră, iar sculptorul dezvolta noi designuri după propria sa fantezie, astfel încât rar se întâlnesc cu multe repetări ale aceluiași design. Unul dintre cele mai remarcabile dintre ele prezintă frunze sculptate parcă suflate de vânt; cel mai bun exemplu fiind la Hagia Sofia din secolul al VIII-lea (Salonic). Cele din Bazilica Sfântul Marcu din Veneția (1071) au atras în mod special fantezia lui John Ruskin.
Capitelurile din Bazilica San Vitale, în Ravenna (547) arată deasupra lor dosereturile necesar pentru purtarea arcului, al cărui punct de început era mult mai larg decât abaca capitelului. Pe capitelurile estice, vulturul, leul și mielul sunt sculptate ocazional, dar tratate convențional.
Există două tipuri de capiteluri folosite în Hagia Sophia: compozite și ionice. Capitelul compozit care a apărut în timpul Imperiului Bizantin Târziu, în principal la Roma, combină corinticul cu ionicul. Capitelurile compozite aliniază spațiul principal al navei. Capitelurile ionice sunt folosite în spatele lor în spațiile laterale, într-o poziție oglindă față de ordinele corintice sau compozite (așa cum a fost soarta lor până în secolul al XIX-lea, când clădirile au fost proiectate pentru prima dată cu un ordin monumental ionic). La Hagia Sophia, totuși, ele nu sunt declarațiile imperiale standard. Capitelurile sunt pline de frunziș în tot felul de variante. În unele, frunzele mici și luxuriante par a fi prinse în rotația volutelor - în mod clar, o sensibilitate diferită, nonclasică a preluat designul.
Capitelurile din Bazilica San Vitale din Ravenna (Italia) prezintă modele florale ondulate și delicate, similare cu ornamentele găsite pe catarame de centuri și lame de pumnale. Forma lor piramidală inversată are aspectul unui coș.

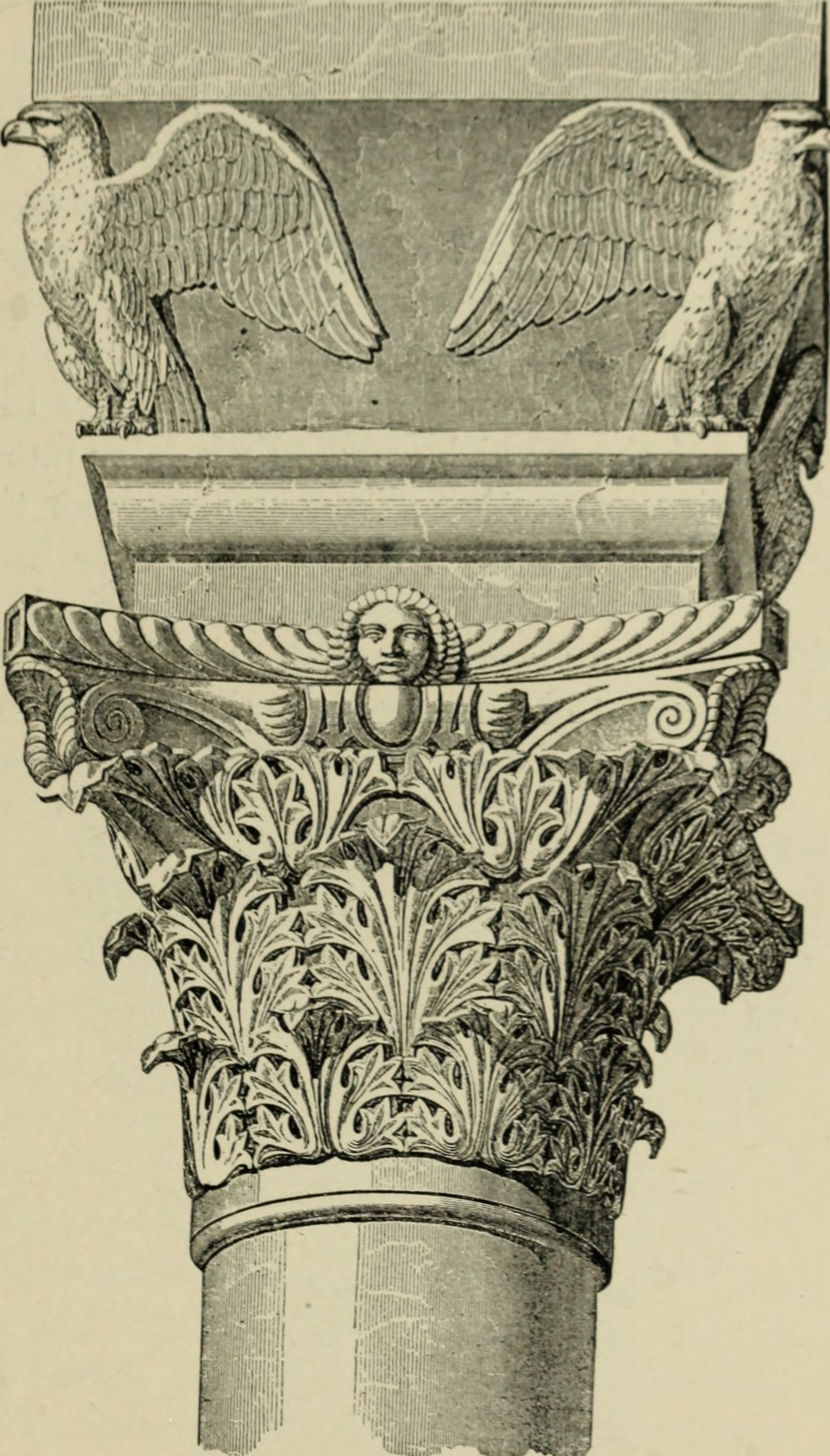
Ilustrație a capitelului corintic al Columnei lui Marcian din secolul V, cu un pulvin deasupra ei
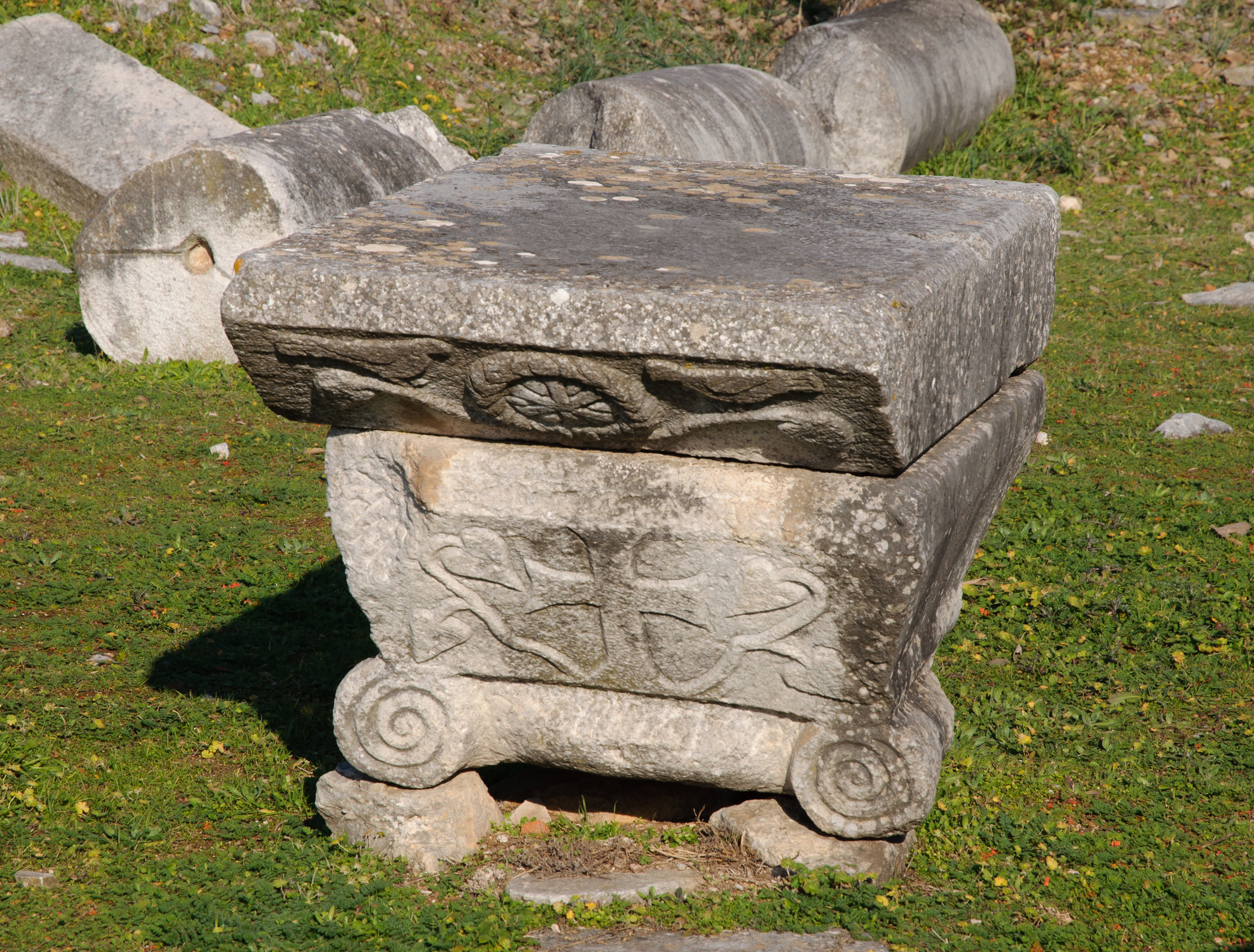
Capitel din „Bazilica A” de la sfârșitul secolului V, din Filippi
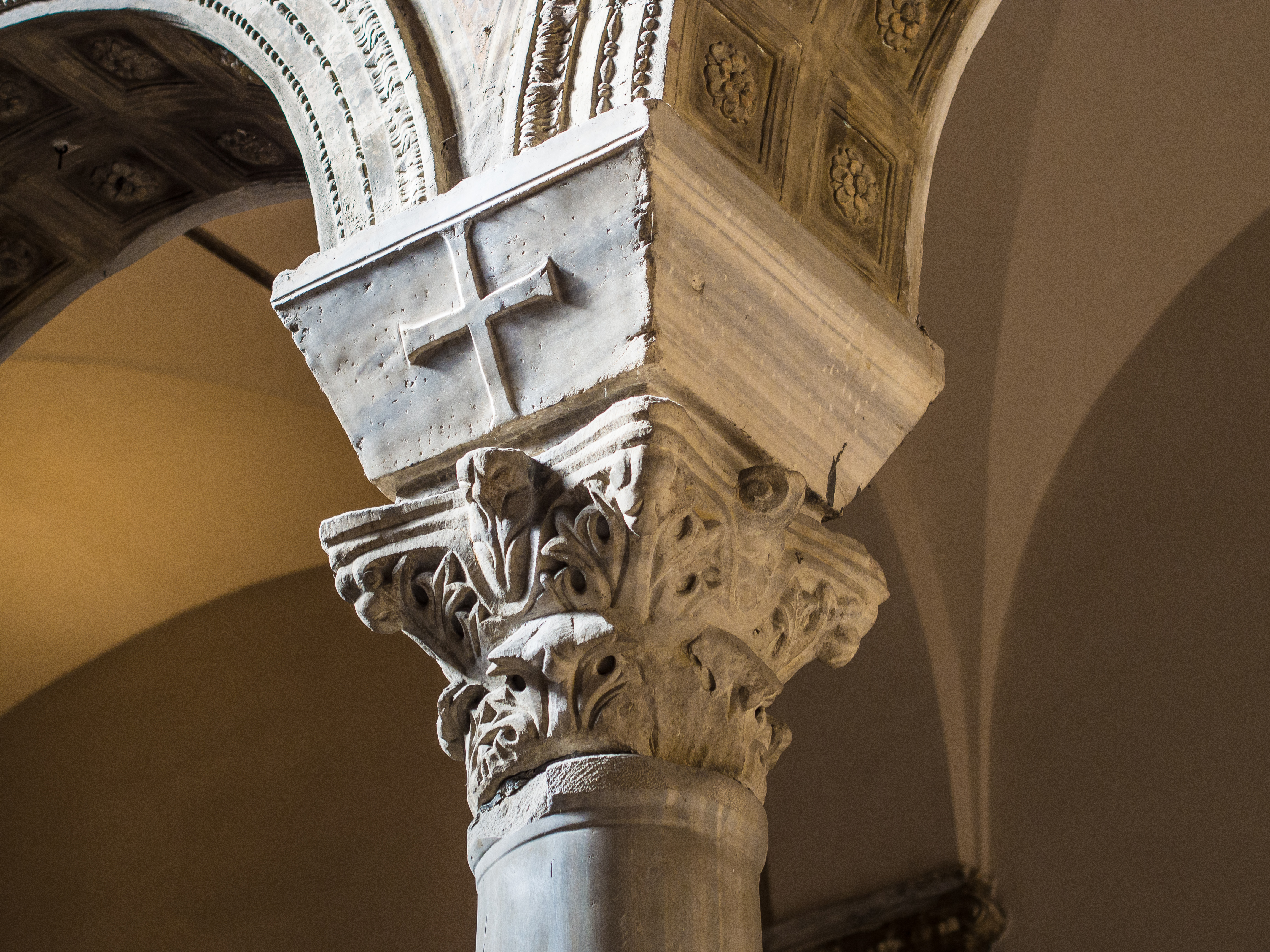
Capitel bizantin corintic din Bazilica Sant'Apollinare Nuovo (Ravenna)
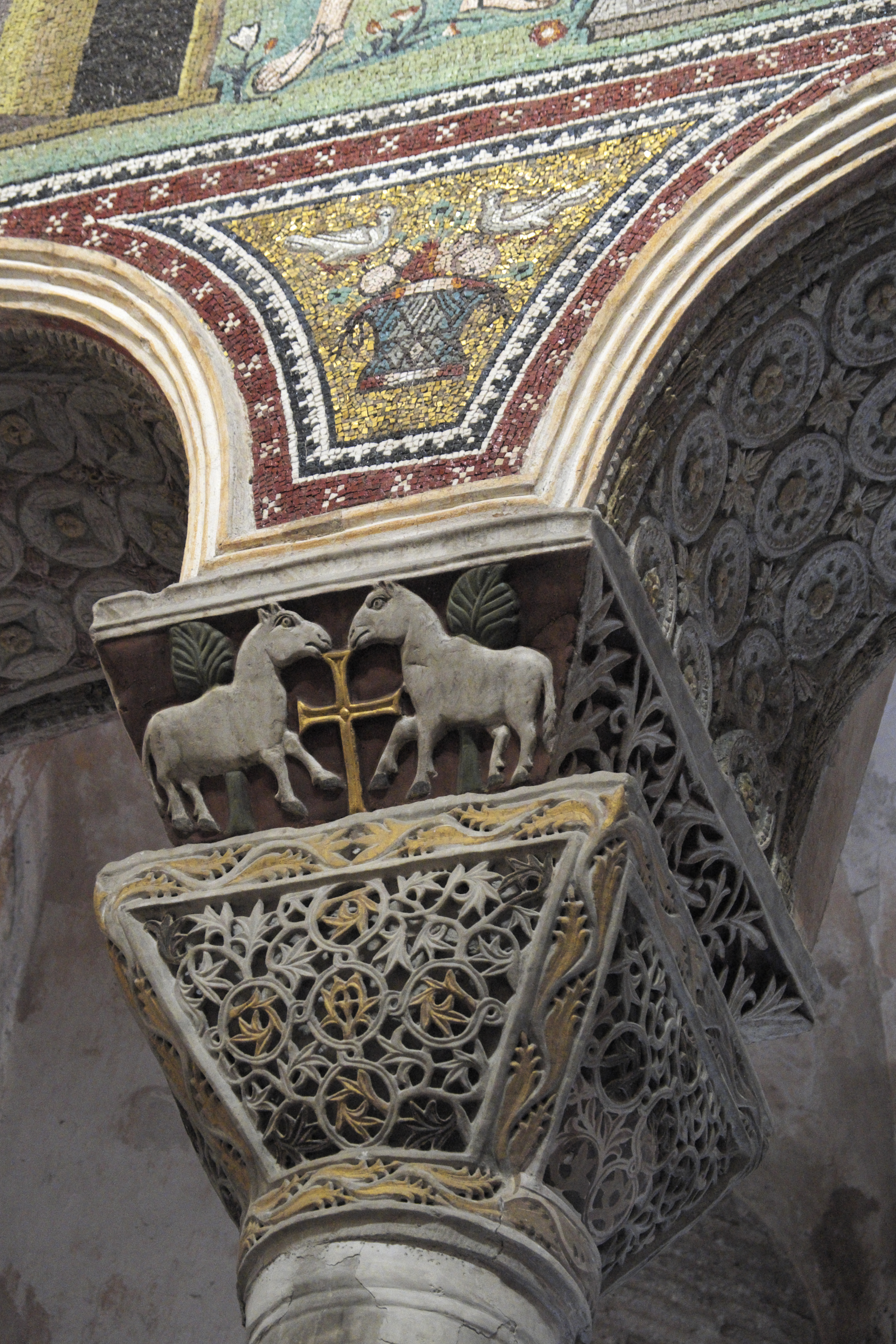
Capitel din Bazilica San Vitale (Ravenna, Italia)
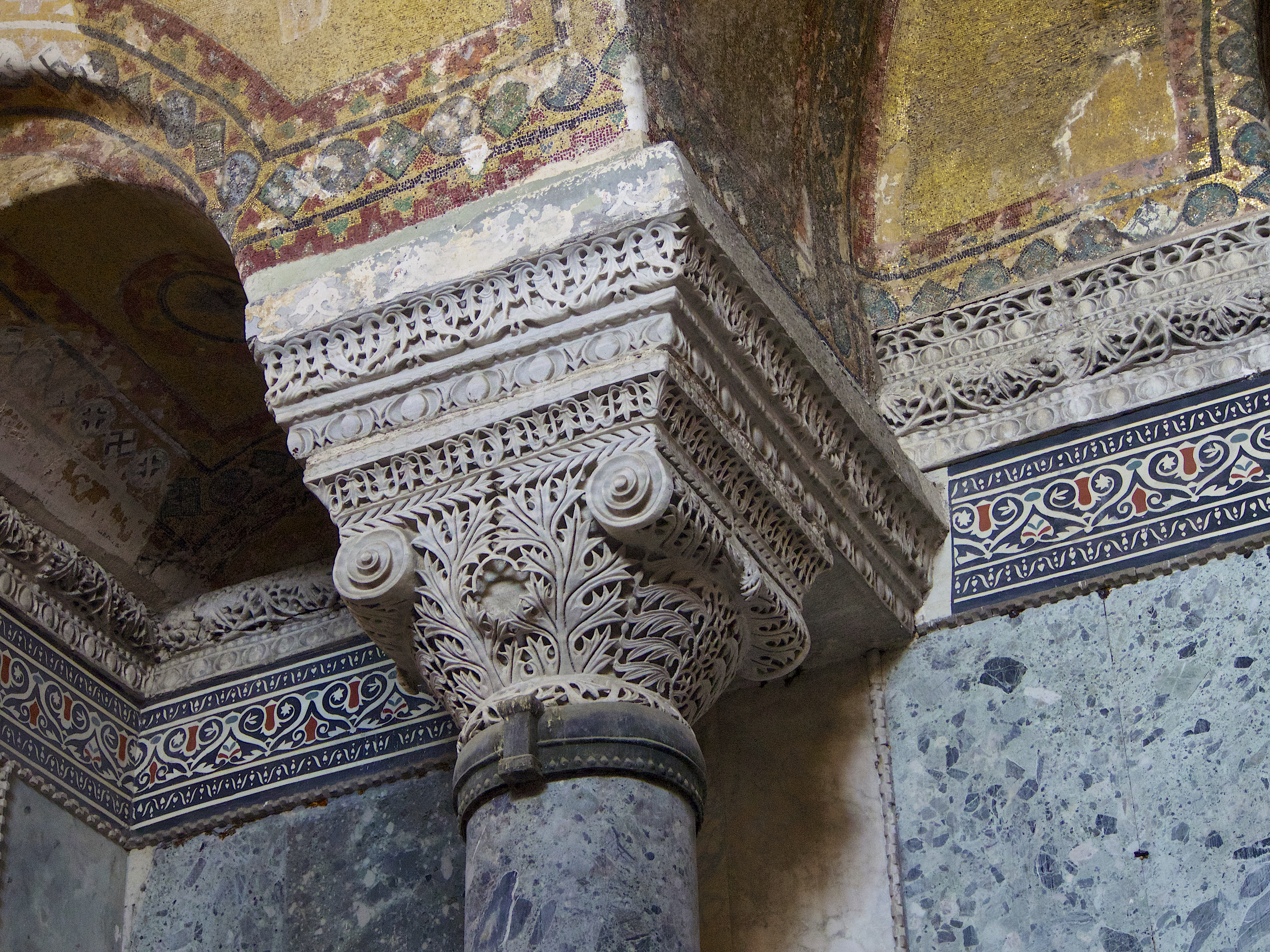
Capitel bizantin în formă de coș din Hagia Sophia (Istanbul, Turcia)
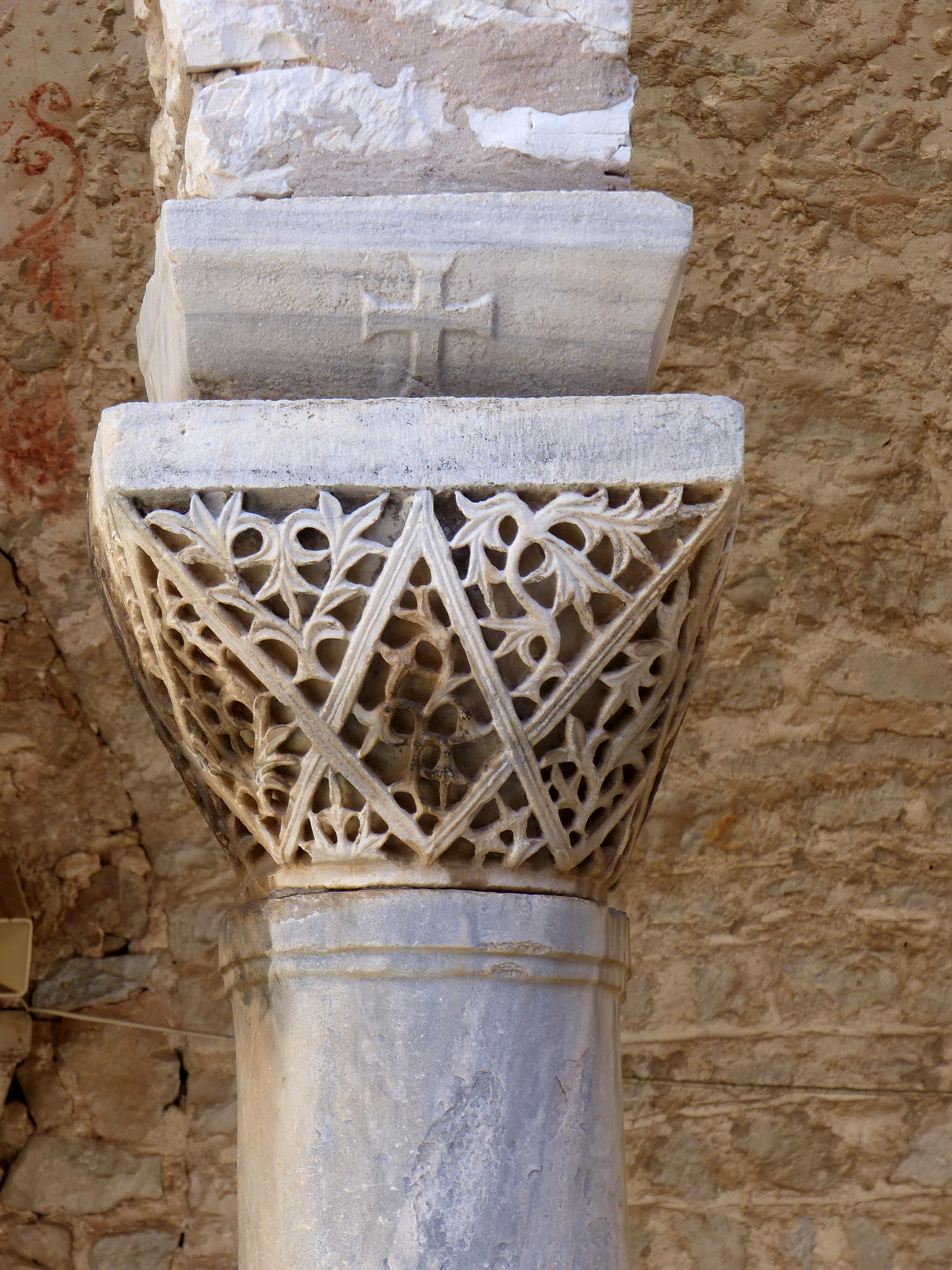
Capitel în formă de coș în atriul Bazilicii Eufrasiene din Poreč, de la sfârșitul secolului VI
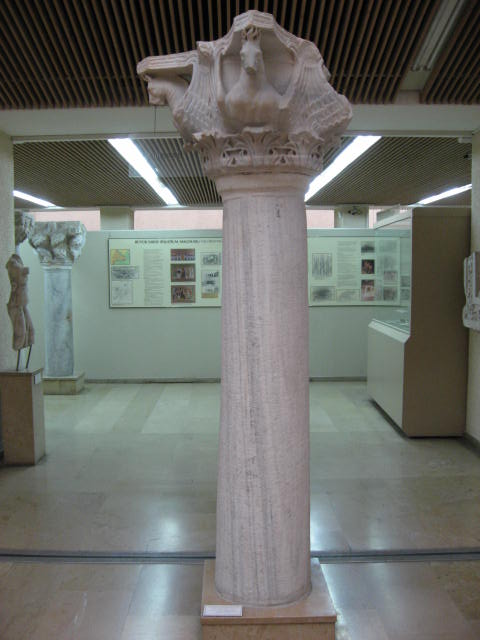
Capitel cu protome de pegași, probabil secolul VI, posibil din Hipodromul din Constantinopol
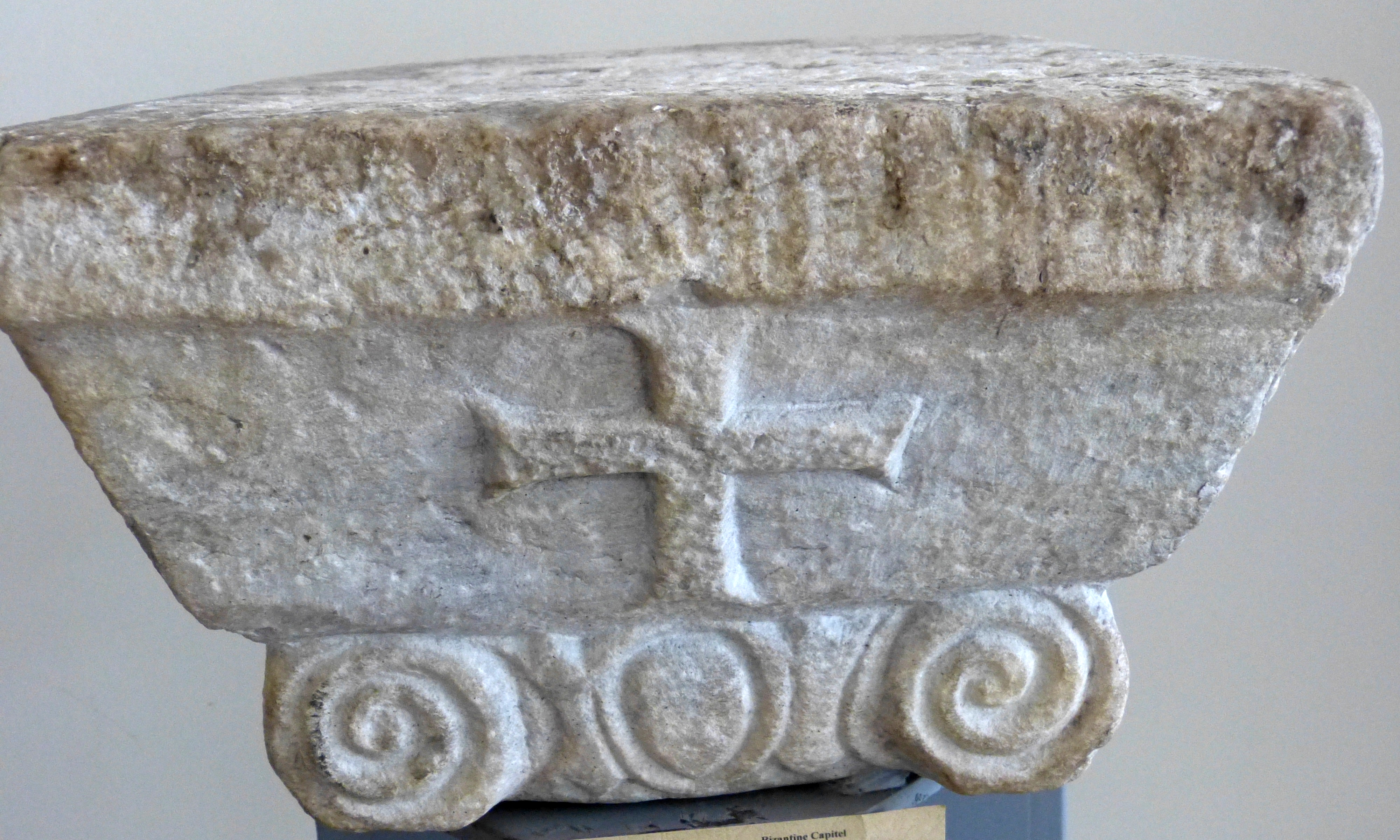
Capitel ionic în Muzeul Național de Artă Medievală din Corcea (Albania)

## Evul Mediu
În ambele perioade coloanele mici sunt adesea folosite strânse în grupuri, de obicei în jurul unei pile care este de fapt o singură coloană mai mare sau care se desfășoară de-a lungul unei suprafețe a peretelui. Prin urmare, importanța structurală a coloanei individuale este mult redusă. În ambele perioade, chiar dacă există tipuri comune, sensul unui ordin strict cu reguli nu a fost menținut și, atunci când bugetul a permis, sculptorii au putut să se răsfețe cu inventivitatea lor. Capitelurile erau uneori folosite pentru reprezentări de figuri și scene narative, în special în arhitectura romanică.
În arhitectura romanică și-n cea gotică, capitelurile din toată Europa de Vest prezintă la fel de multă varietate ca în Est și, din același motiv, că sculptorul și-a dezvoltat designul în conformitate cu blocul pe care îl sculptase, dar în vest varietatea merge mai departe, din cauza grupării de coloane și pile.
Primul tip de capitel din Lombardia și Germania e cunoscut sub numele de capac de pernă, în care porțiunea inferioară a blocului cubului a fost tăiată ca să se întâlnească cu fusul circular. Aceste tipuri au fost în general vopsite la început cu modele geometrice, apoi sculptate.
Cea mai bună sculptură vine din Franța, în special din zona din jurul Parisului. Cele mai variate au fost sculptate între anii 1130 și 1170.
În Marea Britanie și Franța figurile introduse în capiteluri sunt uneori pline de personaje. Cu toate astea, capitelurile astea nu sunt egale cu cele din goticul englezesc timpuriu, în care frunzele sunt tratate ca și cum ar fi copiate din metal și sunt de o varietate infinită, fiind găsite în bisericile mici ale satelor, precum și în catedrale.

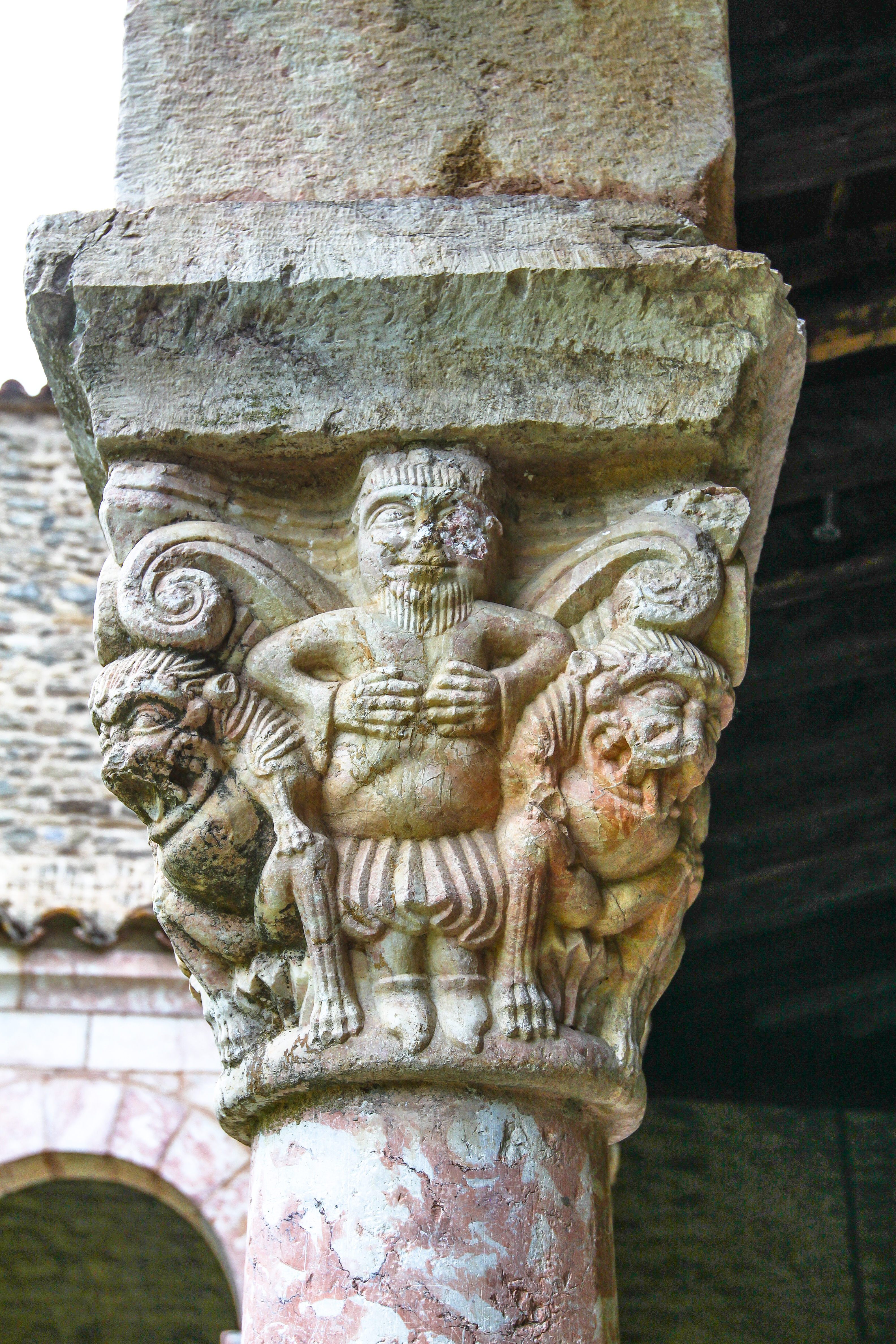
Capitel romanic din Abația Sfântul Michel de Cuxa (Franța)
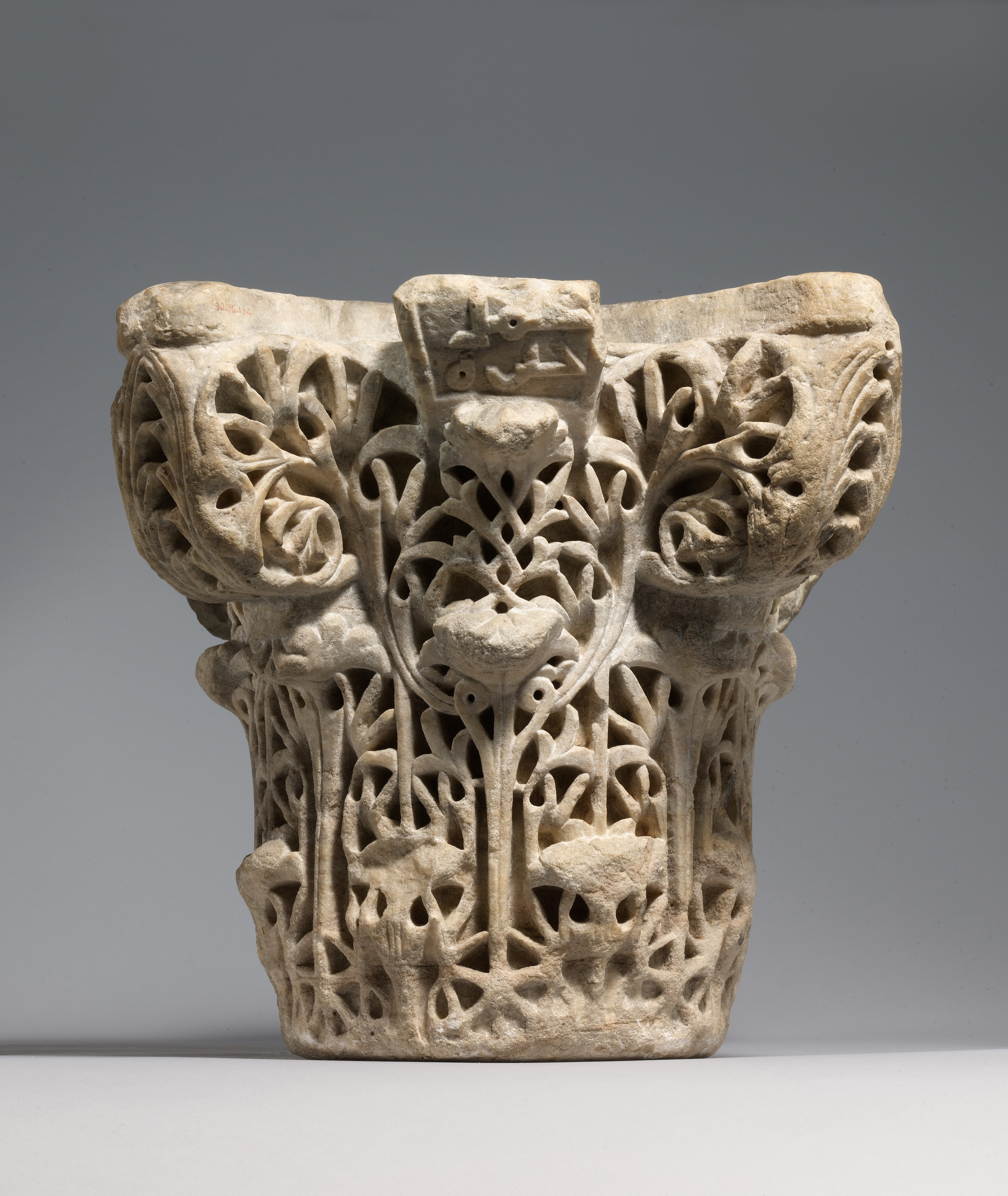
Capitel islamic cu o mică inscipție pe centrul abacăi, secolul X, în Muzeul Metropolitan de Artă din New York
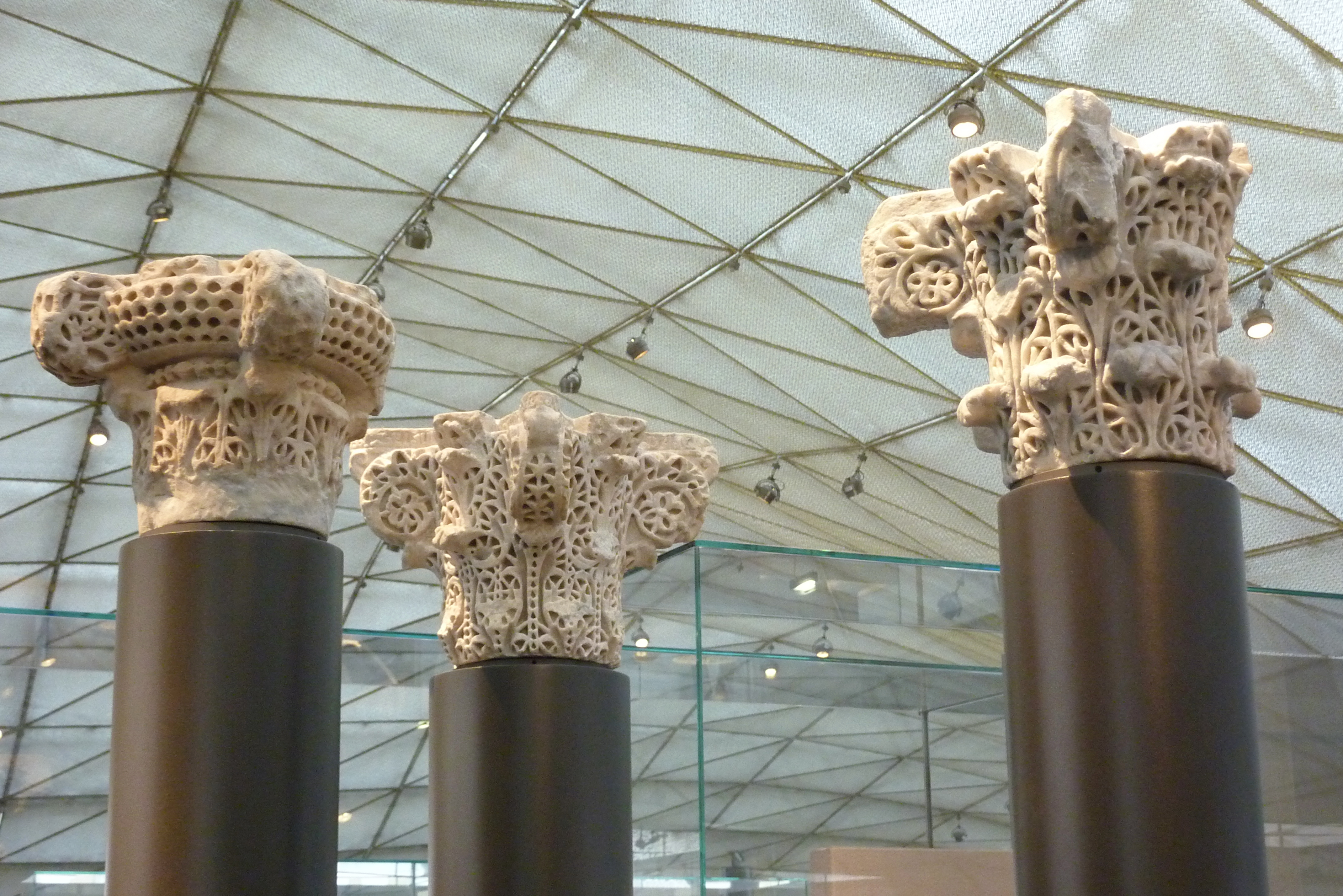
Capiteluri omeiade expuse în Luvru
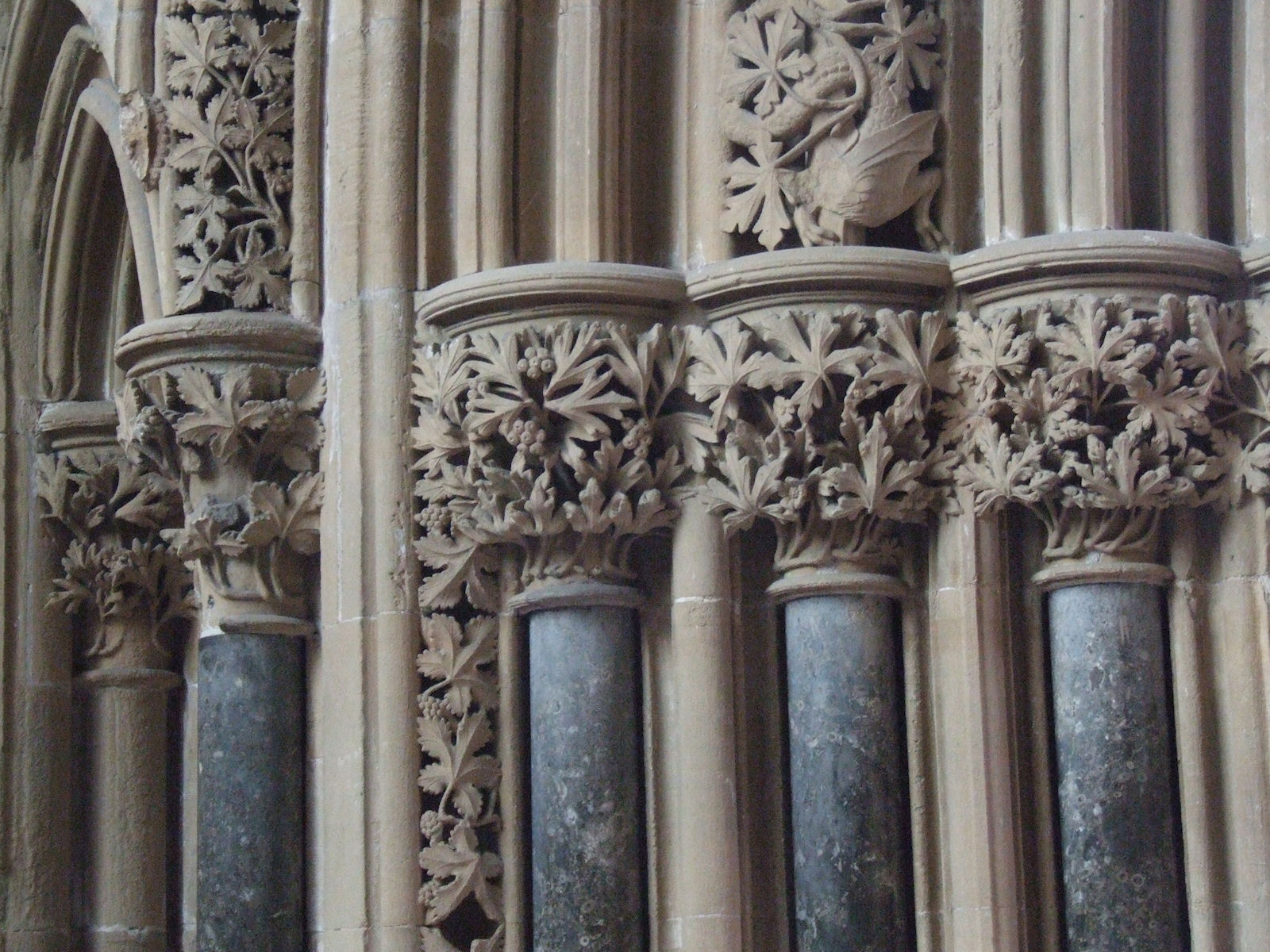
Frunzișuri pe capiteluri gotice în Catedrala Southwell (Southwell, Anglia)
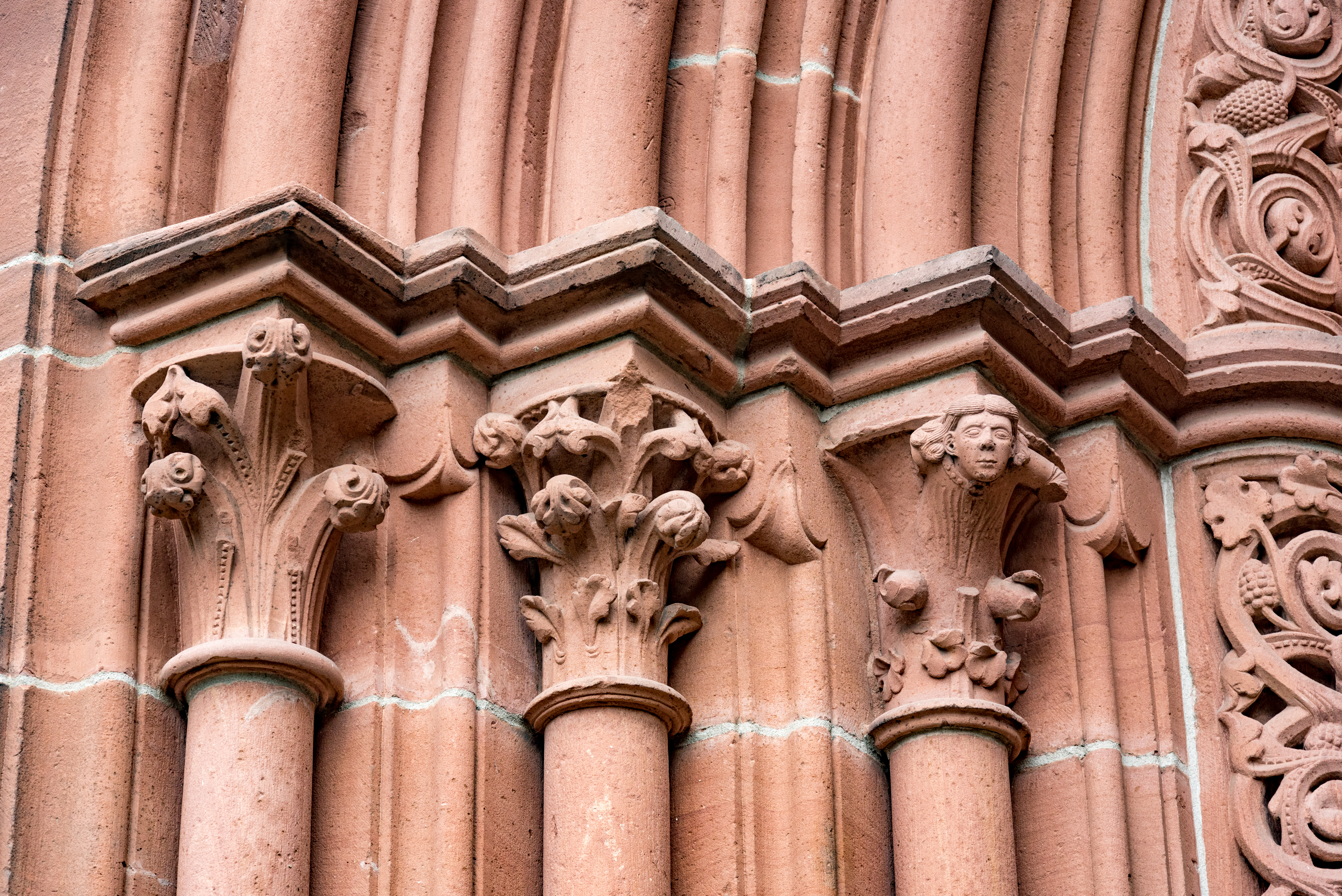
Capiteluri gotice la un portal al Marienkirche Gelnhausen (Gelnhausen, Germania)
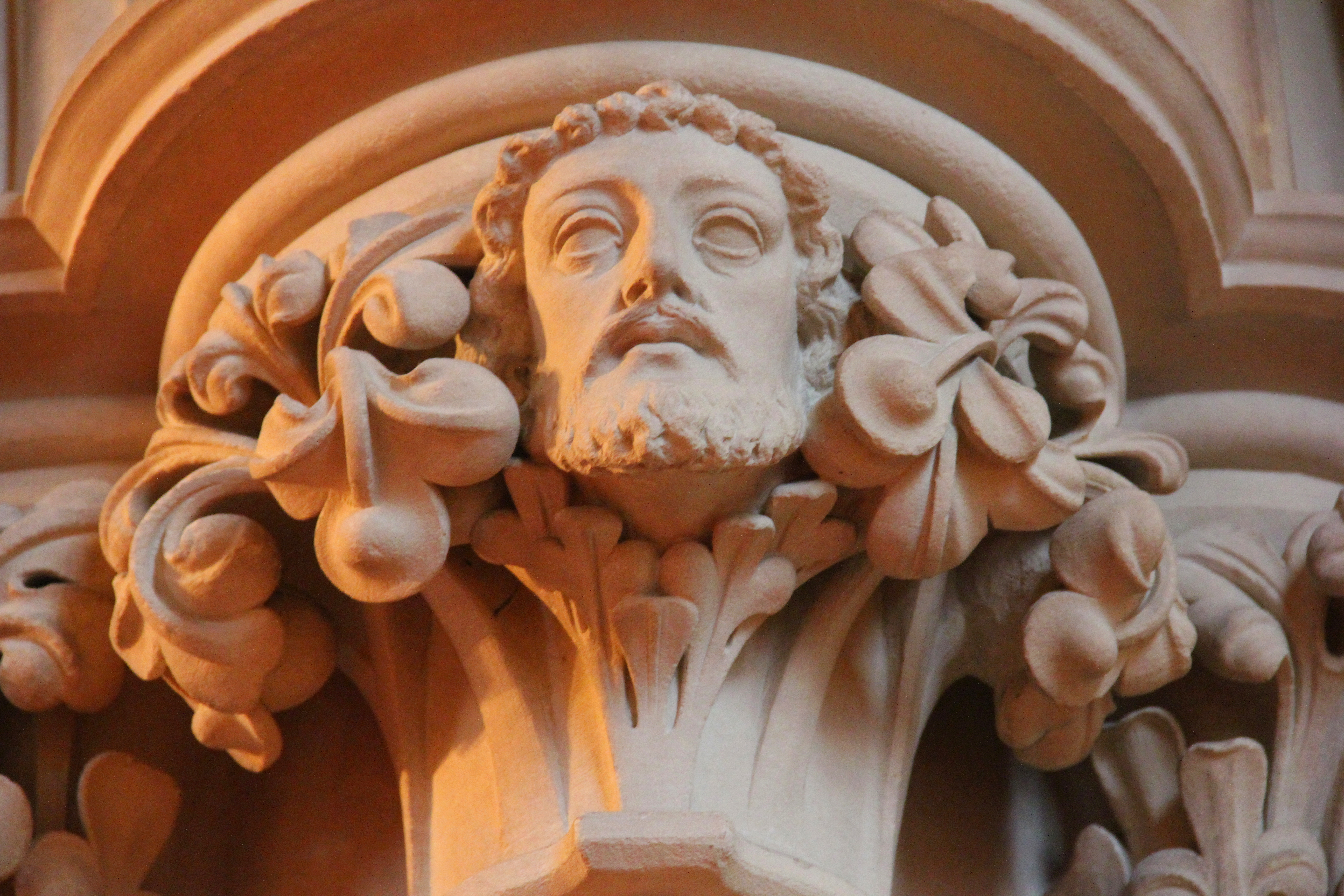
Capitel gotic în Catedrala lui Hristos din Dublin (Irlanda)
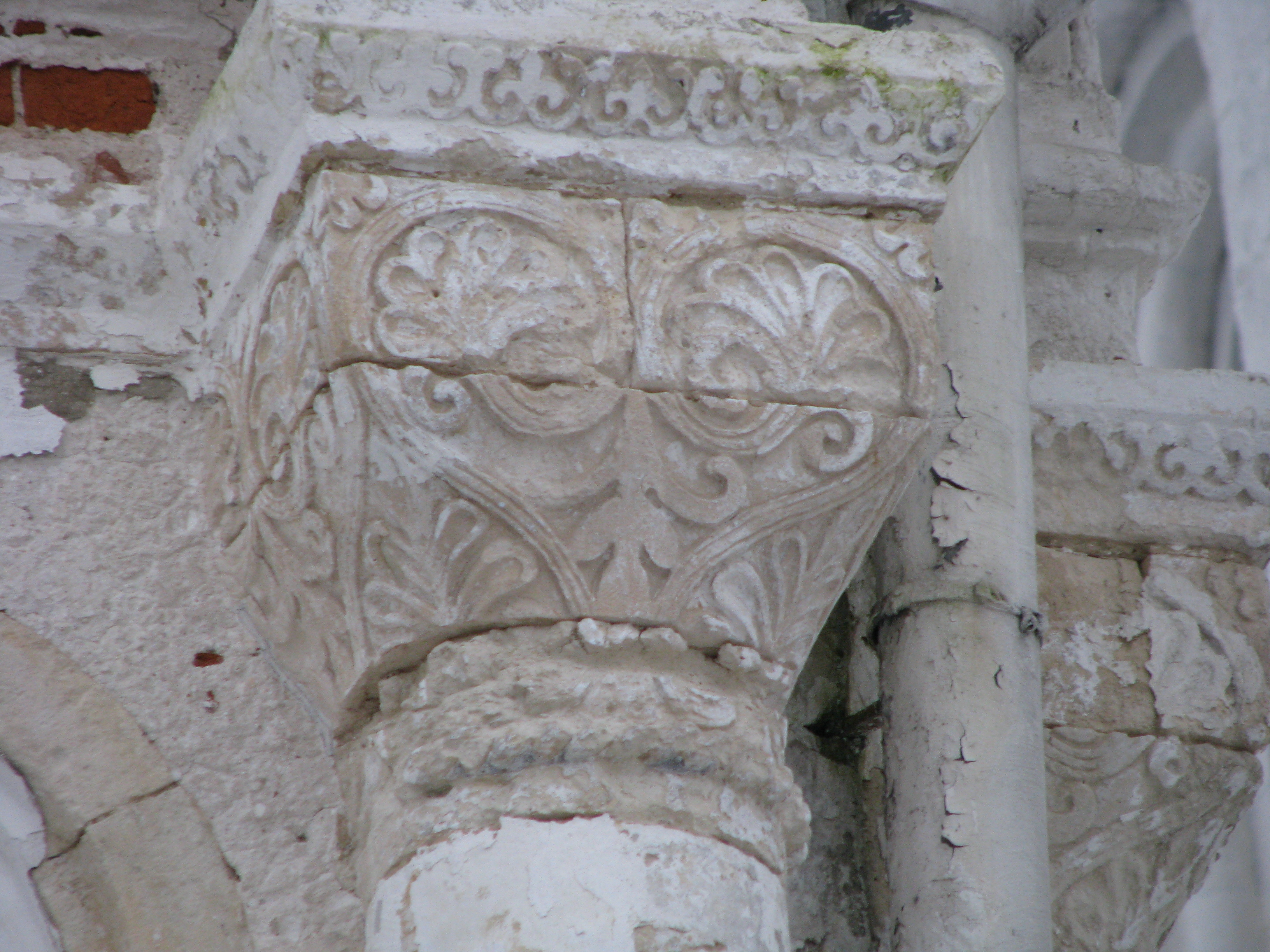
Capitel rus al Catedralei Adormirii Maicii Domnului din Vladimir (Rusia)
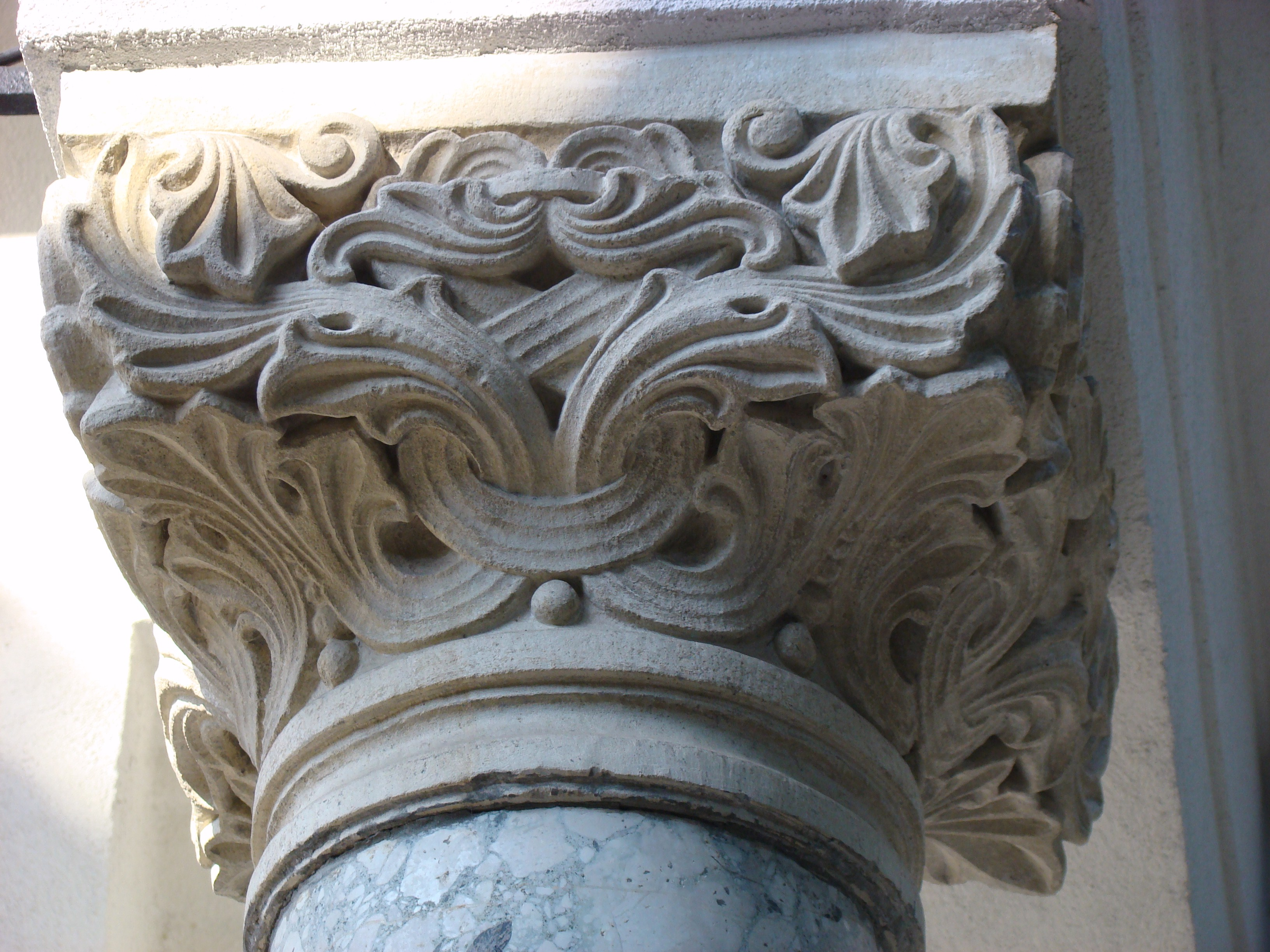
Capitel brâncovenesc al Bisericii Mavrogheni din București

## Capiteluri renascentiste și ulterioare

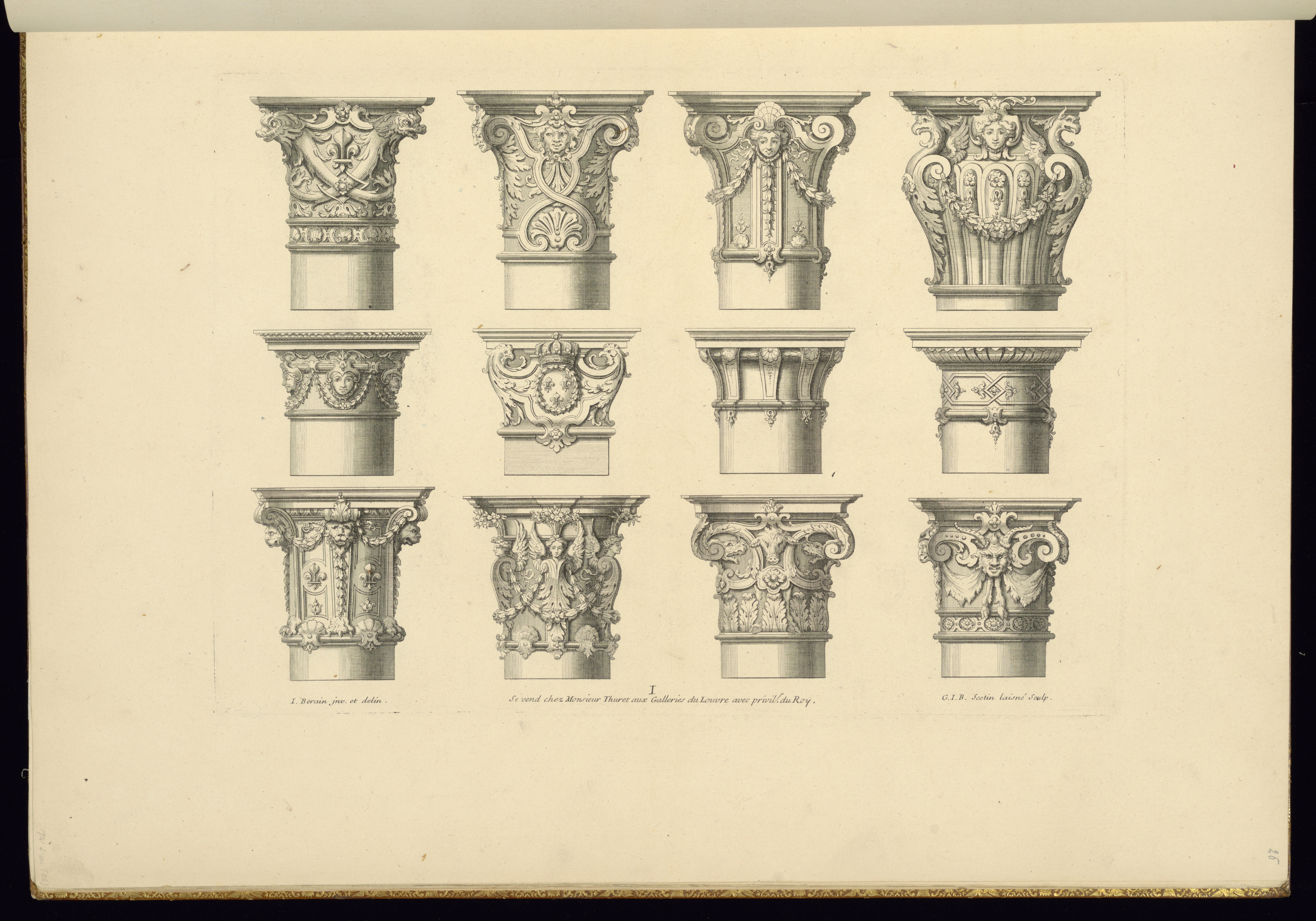
Ilustrații ale unor capiteluri baroce din Franța, în Cooper Hewitt, Smithsonian Design Museum (New York)

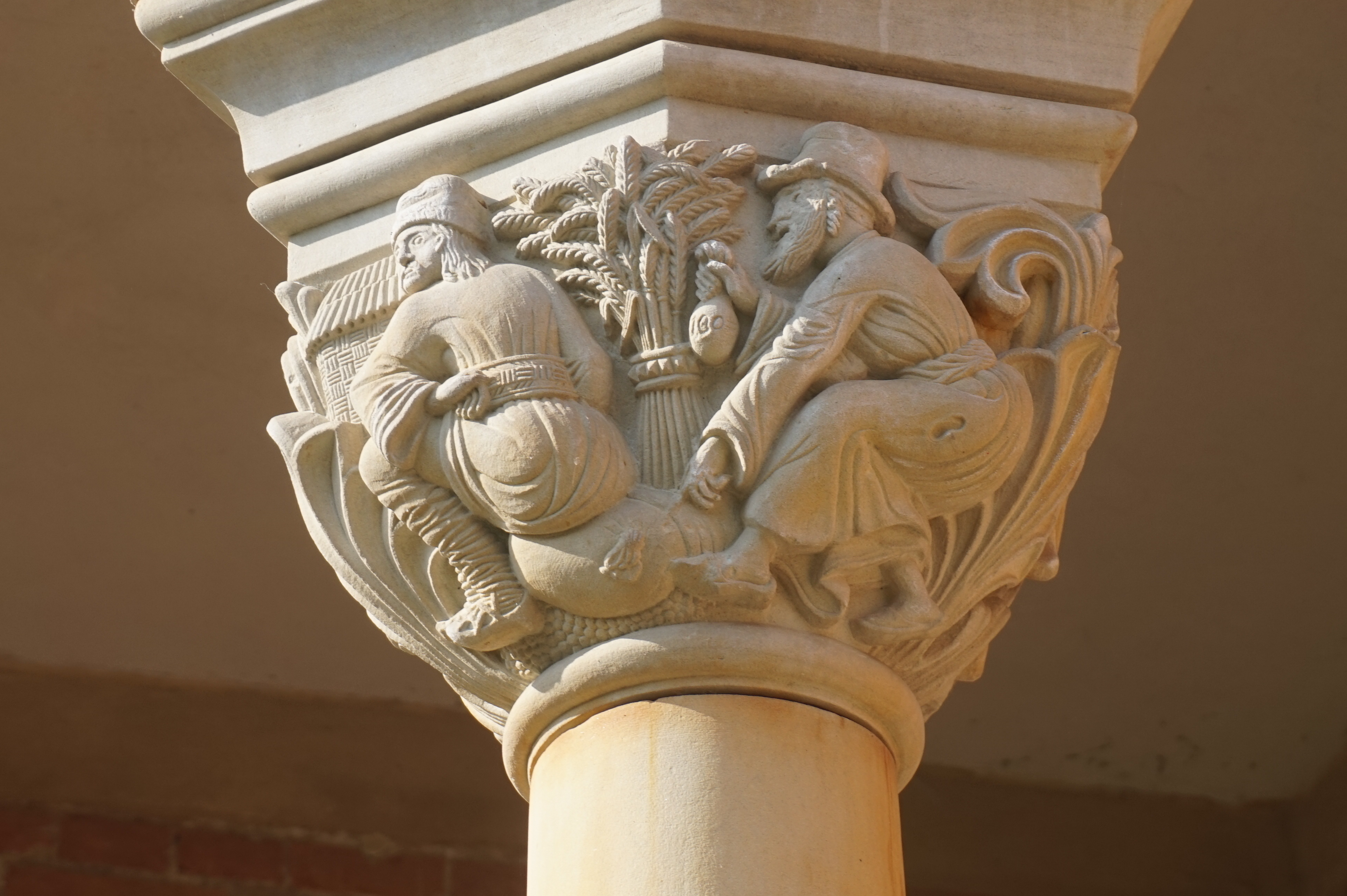
Capitel neoromanic de la Castelul Cantacuzino-Pașcanu-Waldenburg din Lilieci (România)

În perioada Renașterii, ceea ce prezenta a devenit de cea mai mare importanță și varietatea sa aproape la fel de mare ca în stilurile romanic și gotic. Pilastrul plat, care a fost folosit pe scară largă în perioada asta, a cerut o redare planară a capitelului, executată în relief. Lucrul ăsta a afectat designul capitelurilor. O variantă tradițională din capitelul compozit din secolul al XV-lea întoarce volutele spre interior deasupra sculpturii rigidizate a frunzelor.  În noile combinații renascentiste din designurile de capiteluri, cea mai mare parte a ornamentului se bazează surse clasice romane.
„Renașterea” a fost la fel de mult o reinterpretare ca o renaștere a normelor clasice. De exemplu, volutele capitelurilor ionice antice grecești și romane se întinseseră în același plan cu arhitrava de deasupra lor. Lucrul ăsta a creat o tranziție incomodă la colț - în cazul în care, de exemplu, proiectantul templului Athenei Nike de pe Acropola Ateniană a adus voluta exterioară a capitelurilor finale la un unghi de 45 de grade. Problema asta a fost rezolvată mai satisfăcător de arhitectul din secolul al XVI-lea Sebastiano Serlio, care a înclinat în exterior toate volutele capitelurilor sale ionice. De atunci, folosirea capitelurilor ionice antice, în locul versiunii lui Serlio, a împrumutat un aer arhaic întregului context, ca în arhitectura neogreacă.
Există numeroase ordine nou inventate, în care o ornamentarea diferită a capitalului este de obicei o caracteristică cheie. În limitele decorului, o anumită cantitate de joc inventiv a fost mereu acceptabilă în cadrul tradiției clasice. Ele au devenit din ce în ce mai frecvente după Renaștere. Când Benjamin Latrobe a reproiectat vestibulul Senatului din Capitoliul Statelor Unite în 1807, a introdus șase coloane pe care le-a „americanizat” cu spice de porumb înlocuind frunzele europene de acantă. După cum i-a raportat Latrobe lui Thomas Jefferson în august 1809,
Capitelurile astea în timpul sesiunii de vară mi-au adus mai multe aplauze din partea membrilor Congresului decât toate lucrările de mărime sau dificultate care le înconjoară. Le-au botezat „capitelurile de porumb”.
Un alt exemplu e ordinul de Delhi inventat de arhitectul britanic Edwin Lutyens pentru palatul central din New Delhi, Viceroy’s House, acum reședința prezidențială Rashtrapati Bhavan, folosind elemente din arhitectura indiană. Aici capitelul avea o bandă de creste verticale, cu clopote, agățat la fiecare colț ca înlocuitor pentru volute. Ordinul de Delhi reapare la unele clădiri ulterioare ale lui Lutyens, inclusiv la Campion Hall din Oxford.

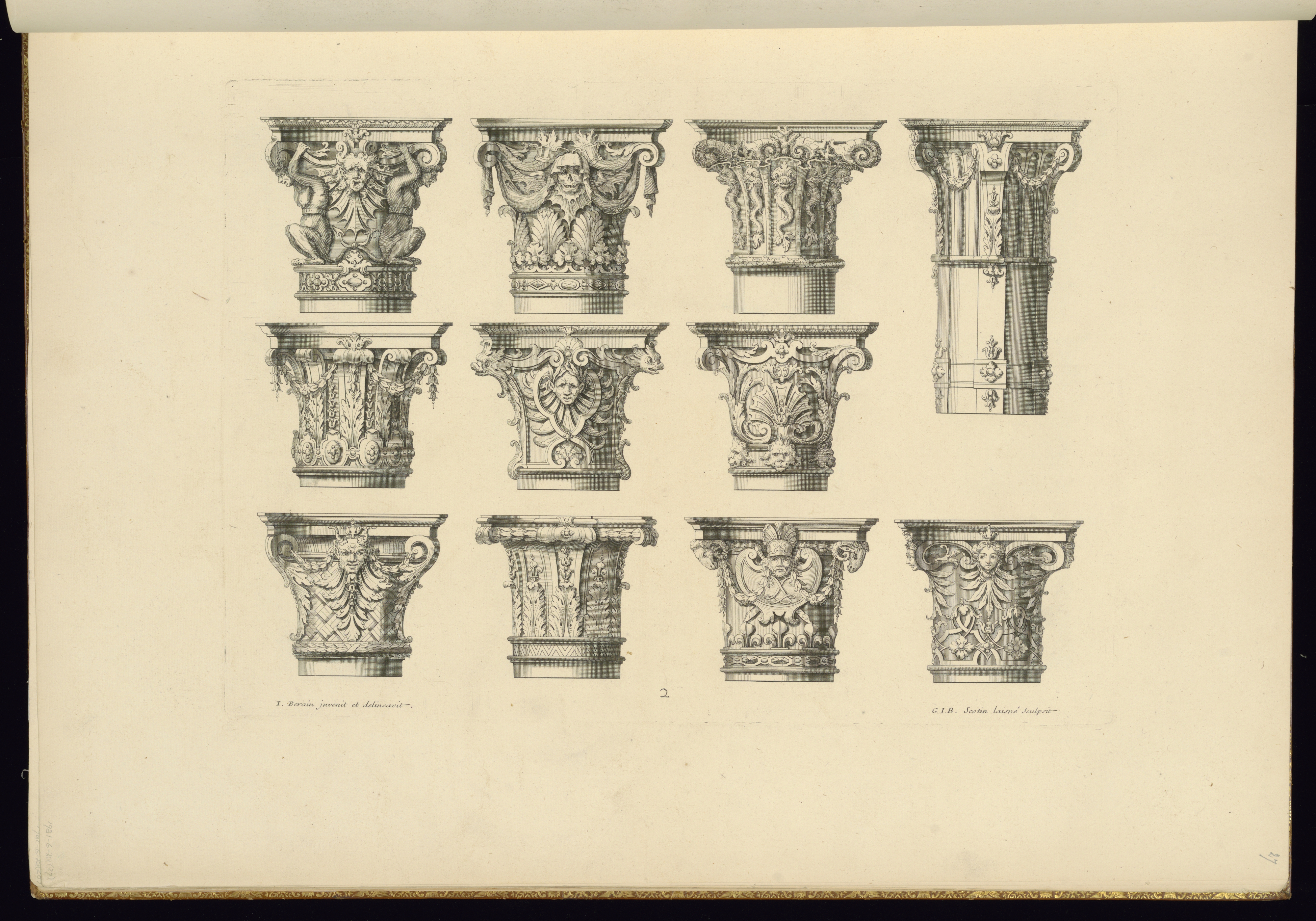
Ilustrații ale unor capiteluri baroce din Franța, în Cooper Hewitt, Smithsonian Design Museum (New York)
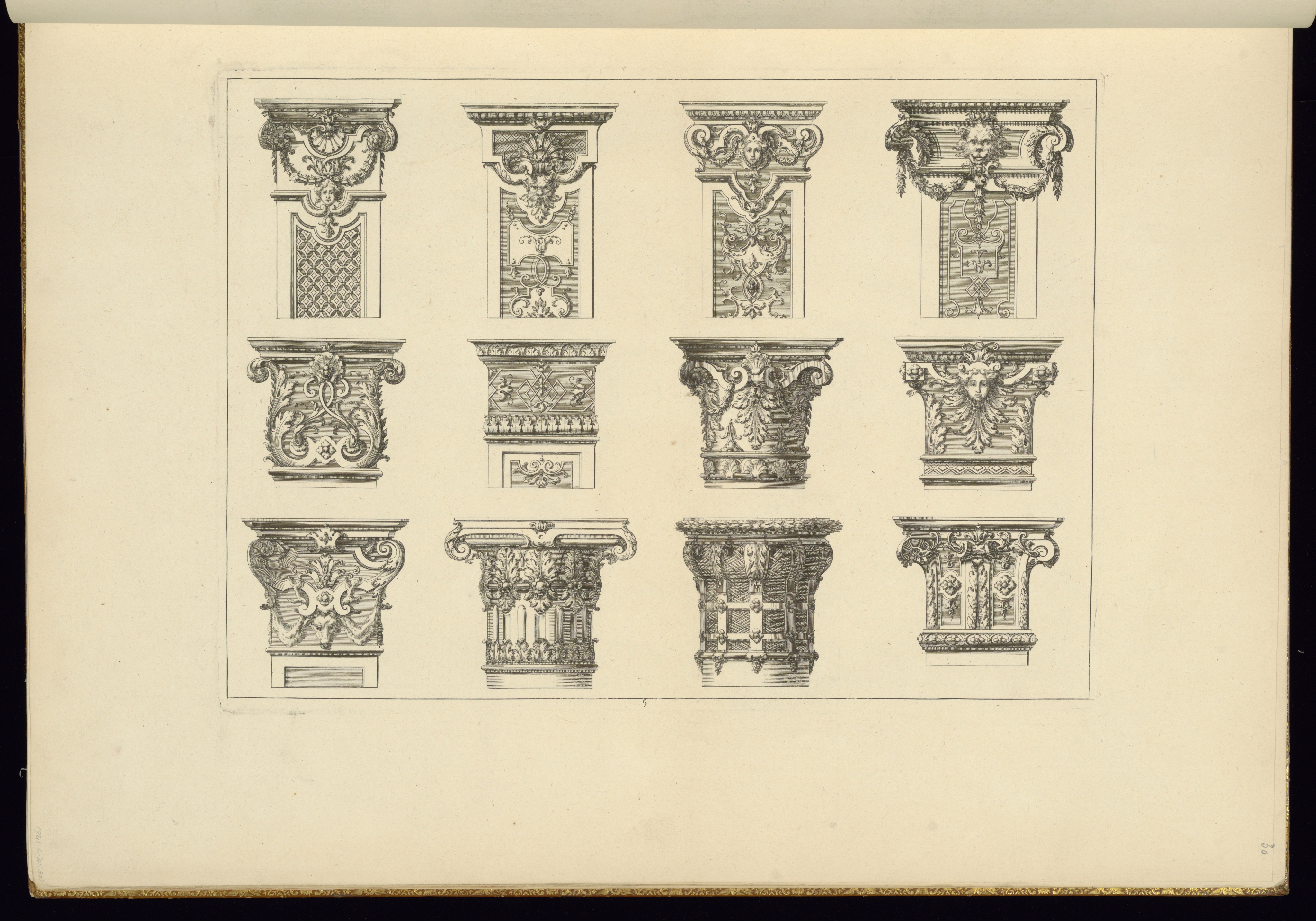
Ilustrații ale unor capiteluri baroce de pilaștri din Franța, în Cooper Hewitt, Smithsonian Design Museum
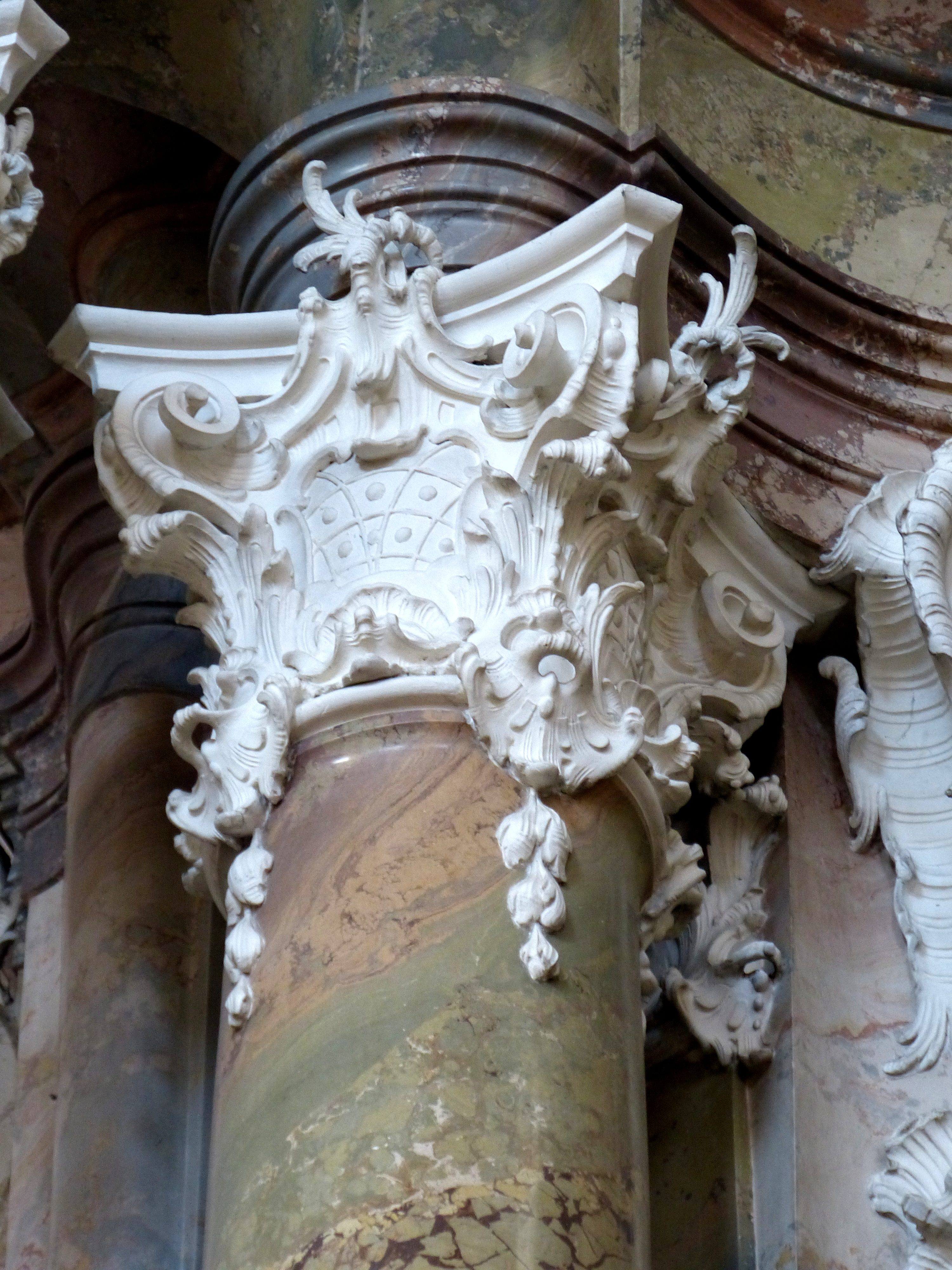
Capitel rococo sau rocaille în Abația Engelszell din Austria
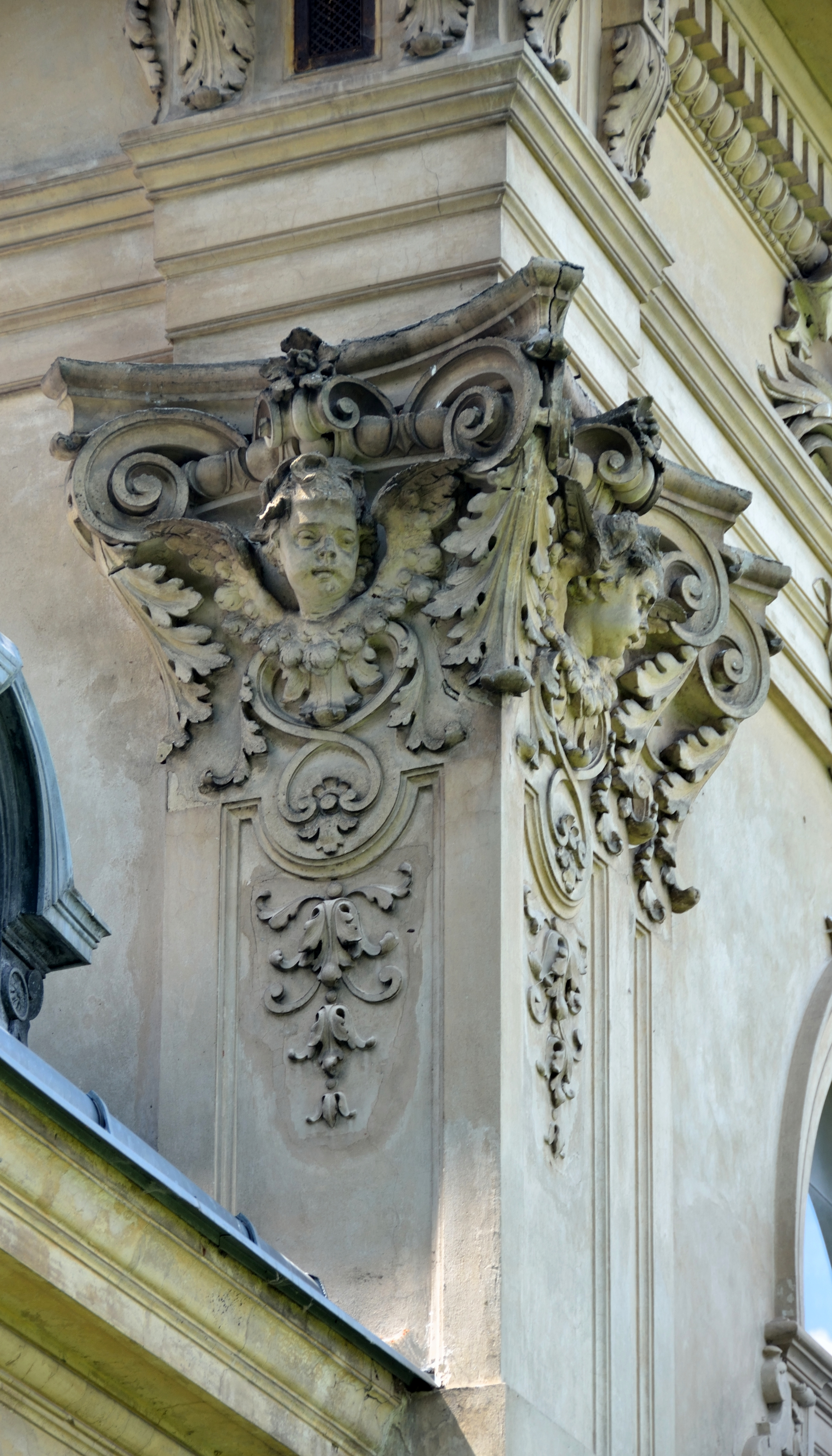
Capiteluri al unui pilastru rococo, de pe Mausoleul Althan din Murstetten (Austria)
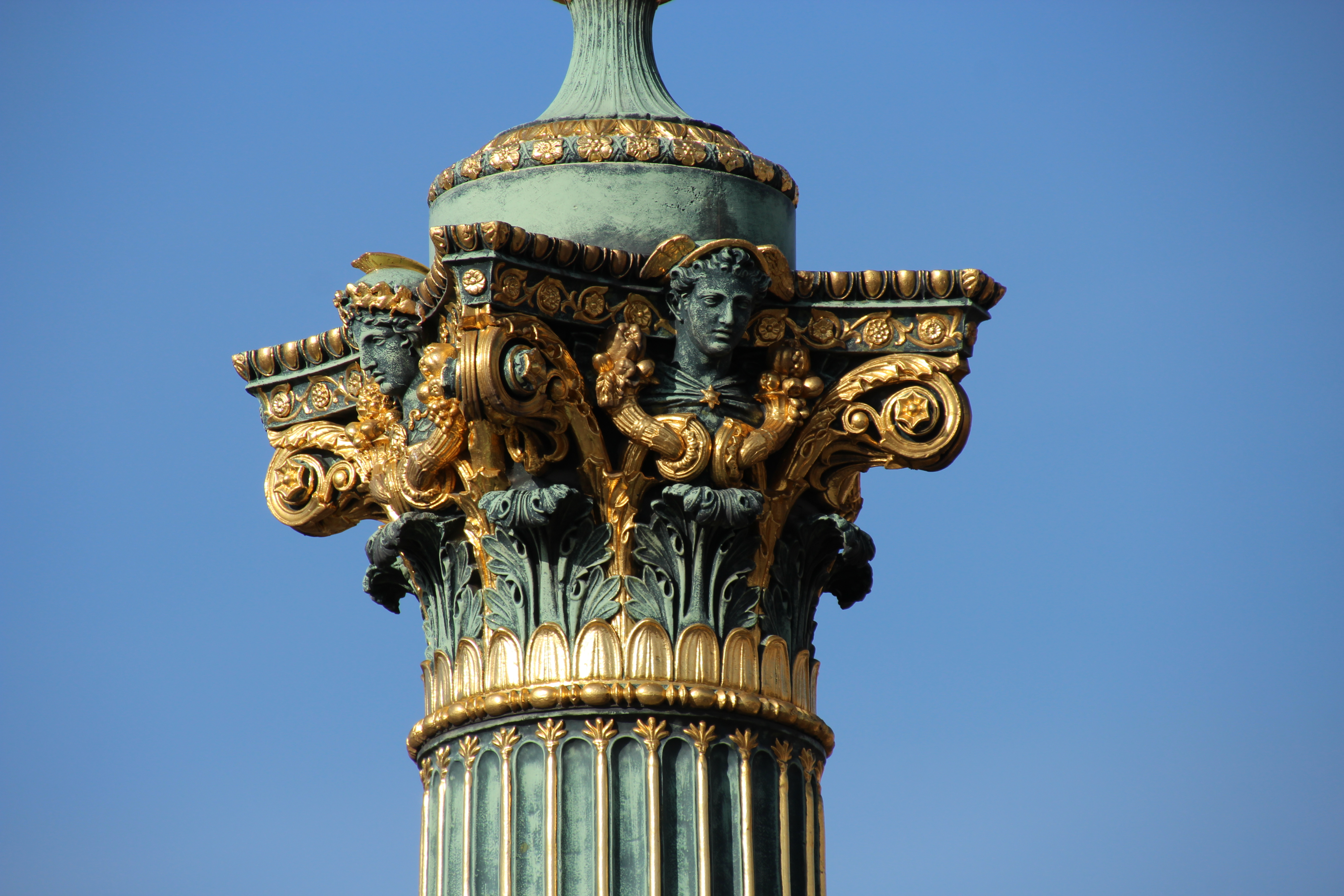
Capitel compozit al Réverbère de la place de la Concorde, în Paris
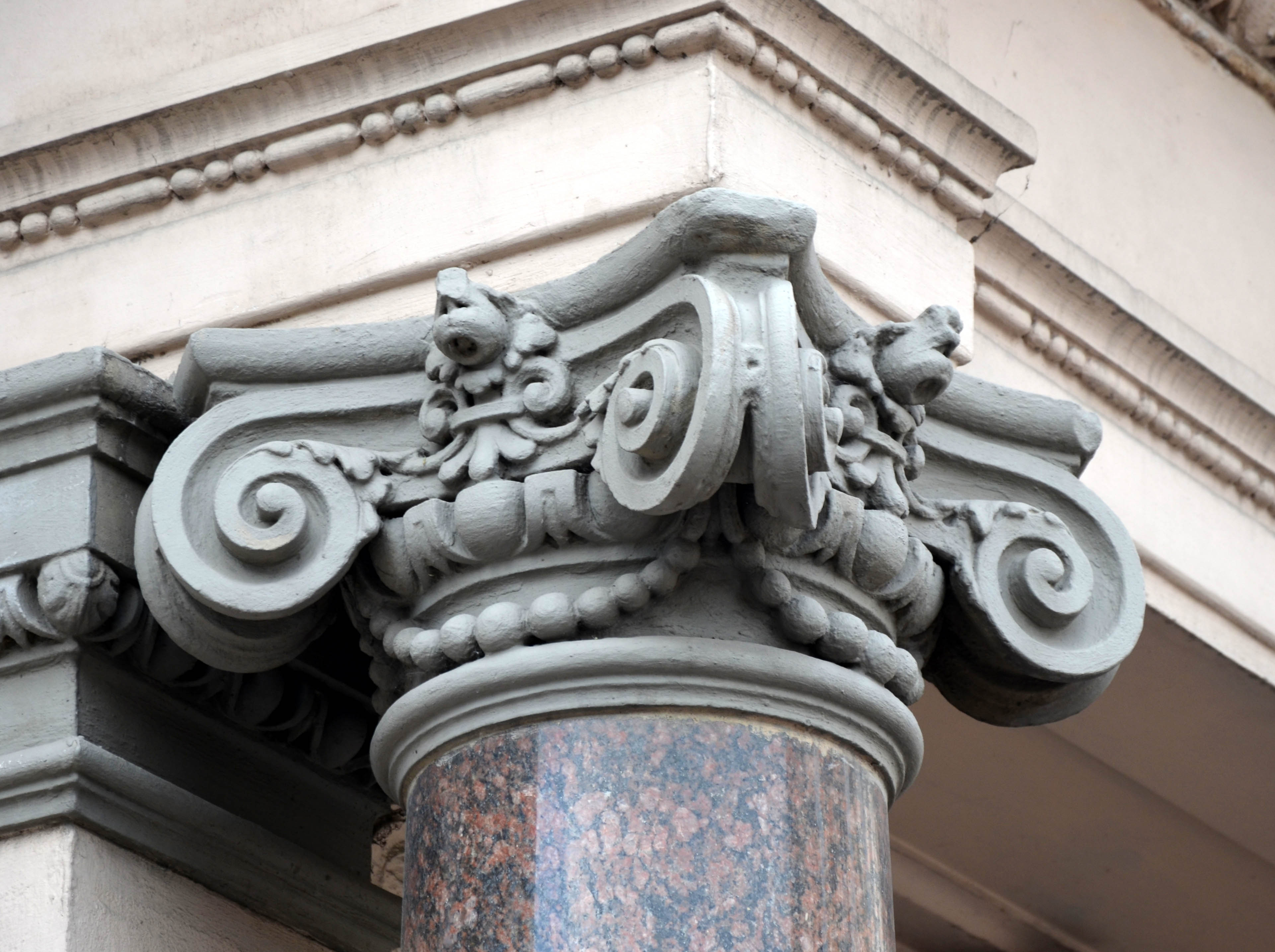
Capitel ionic din Liov (Ucraina)
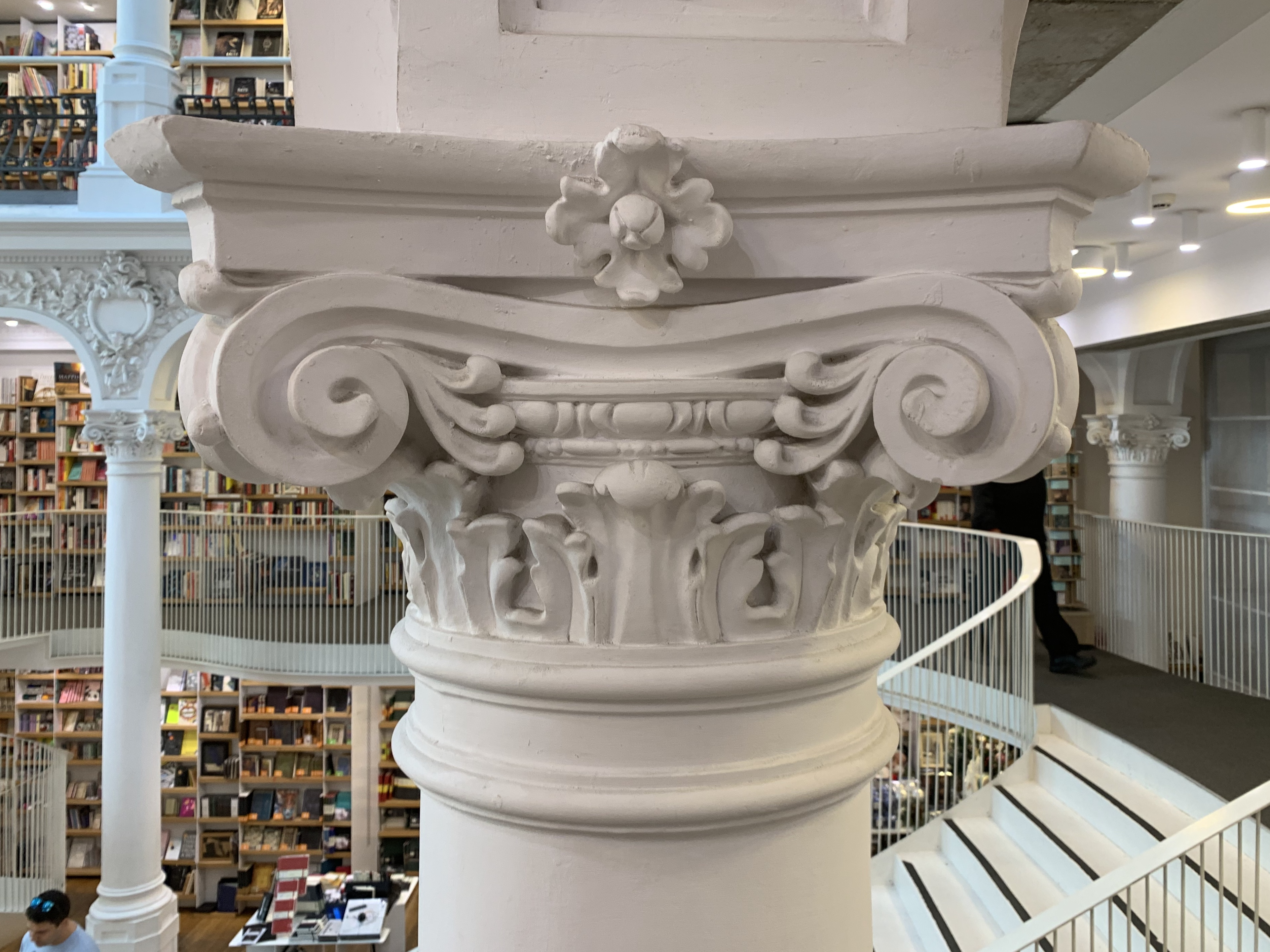
Capitel compozit din Cărturești Carusel (București)
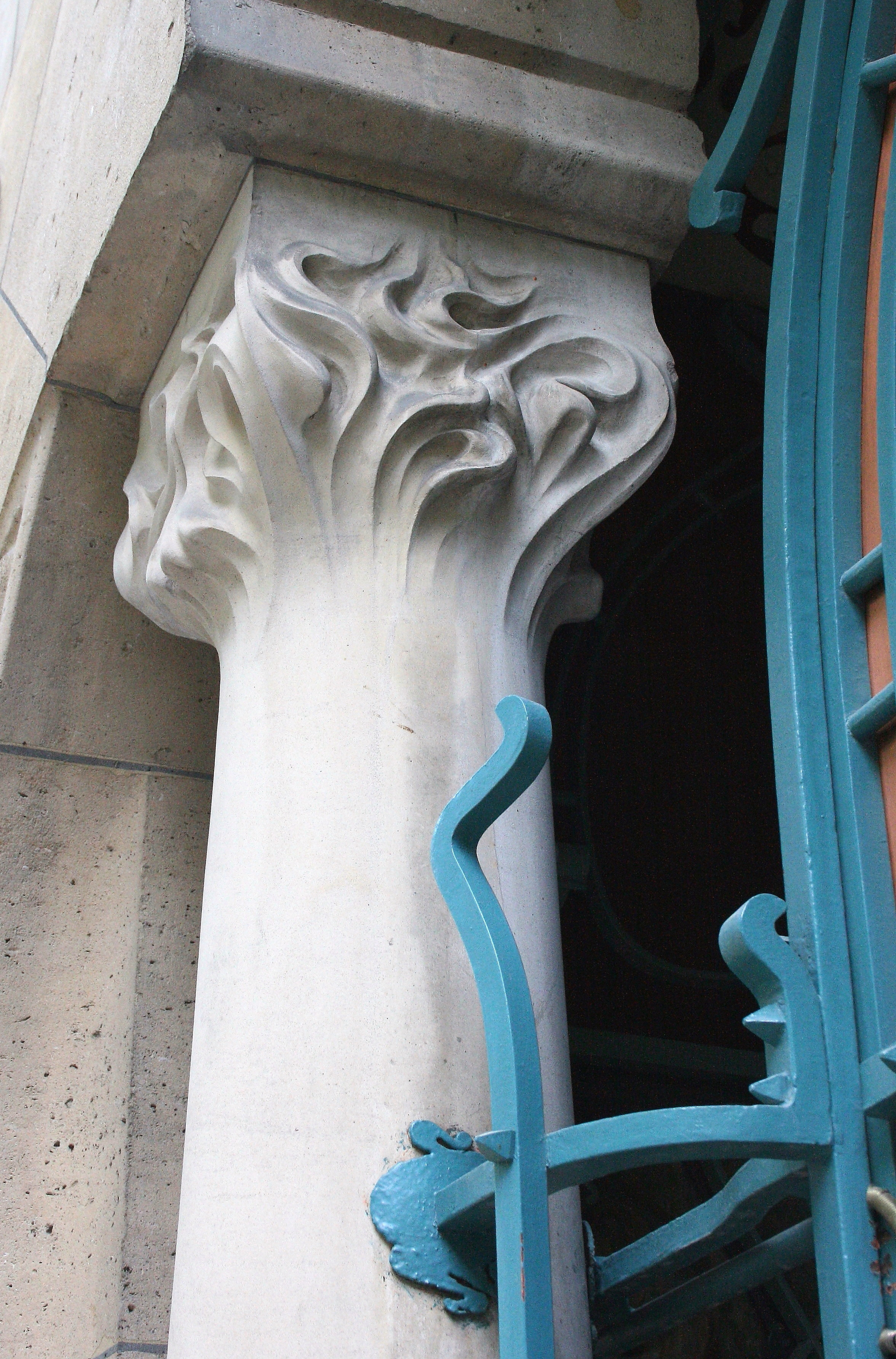
Capitel Art Nouveau al unei coloane de la poarta Castelului Béranger din Paris

## Legături externe
- Tipuri de capiteluri folosite în Arta și Arhitectura Medievale